# Karlsruher FV
Der Karlsruher Fußball-Verein e. V., kurz Karlsruher FV oder nur KFV, ist ein Sportverein aus der Stadt Karlsruhe in Baden-Württemberg. Er wurde am 17. November 1891 gegründet, ist der älteste noch bestehende Fußballverein Süddeutschlands und zählt zu den 86 an der Gründungsversammlung des Deutschen Fußball-Bunds beteiligten Vereinen. Zu den vielen ehemaligen Abteilungen zählen vor allem Leichtathletik, Handball und Tennis.
Bekannt wurde der KFV durch seine Erfolge vor dem Ersten Weltkrieg, als dieser zu den Spitzenmannschaften des deutschen Fußballs zählte. Er wurde achtmal Süddeutscher Meister, zweimal Deutscher Vizemeister (1905 und 1912) und einmal Deutscher Meister (1910). Einige Spieler kamen für die deutsche Fußballnationalmannschaft zum Einsatz. Mehrere nationale Meistertitel feierten auch die Leichtathleten. Nach einer sehr wechselhaften Geschichte musste 2004 aus finanziellen Gründen der Spielbetrieb vorübergehend eingestellt und das seit 1905 bestehende Stadion aufgegeben werden. 2007 konnte ein Neuanfang in der untersten Spielklasse des Badischen Fußballverbandes gestartet werden.

## Geschichte

### 1889 bis 1893: Vom International Football-Club zum Karlsruher Fußball-Verein
1889 zog der 16-jährige Walther Bensemann nach Karlsruhe, nachdem seine Eltern aus Berlin in die badische Landeshauptstadt gekommen waren. Zuvor war Bensemann Schüler einer Schweizer Privatschule in Montreux gewesen, wo er mit dem englischen Fußballsport erstmals in Berührung kam und mit Schulfreunden den Footballclub Montreux gründete.
Bensemann schilderte sein erstes Wirken um den Fußball in Karlsruhe später wie folgt:

„Im September 1889 ließ ich aus der Schweiz einen Fußball kommen; der Ball wurde morgens vor der Schule aufgeblasen und in der 10-Uhr-Pause musste bereits ein Fenster des Gymnasiums daran glauben. […] Direktor Wendt schickte uns auf den kleinen Exerzierplatz, Engländerplatz genannt. Hier hatten zwei Jahre zuvor einige Engländer sowie Gymnasiasten Rugby gespielt. Wenige Tage nach der Übersiedlung gründeten wir den 'Karlsruher Footballclub', der zuerst nur aus Pennälern bestand, dem aber in Kürze etwa 15 bis 20 Engländer beitraten.“

Der International Football-Club (IFC), den Bensemann schließlich am 16. September 1889 gründete, war der erste Fußballverein in Süddeutschland, der nach Association-Regeln spielte. Allmählich entstanden im noch jungen Verein persönliche Spannungen zwischen Walther Bensemann und einigen anderen IFC-Mitgliedern. Näheres ist jedoch nicht bekannt.
Bensemann trat schließlich mit seinen engsten Getreuen aus, um einen neuen Verein zu gründen. Am 17. November 1891 kamen sie mittags auf dem Engländerplatz zusammen. Im bewussten Gegensatz zum International Football-Club gaben sie dem neuen Klub den schlichten, deutschen Namen „Karlsruher Fußball-Verein“ und wählten die Vereinsfarben hellblau und weiß. Da Bälle und Torstangen dem Verein bereits gestiftet wurden, begannen sie sofort mit dem Training. Gegen den zunächst einzigen verfügbaren Gegner, dem International FC, mit dem sie sich zuvor über die Nutzung des Engländerplatzes einigten, wurde im März 1892 das erste Spiel des neu gegründeten KFV ausgetragen.
KFV – International FC Karlsruhe 0:1

KFV: von Schleinitz, König, Stutz, Pfeiffer, Walther Bensemann, Ernst Langer, Roth, Werner, Helbing, Zimmer, Fritz Langer.

Kleiner Exerzierplatz (später Engländerplatz), Karlsruhe.
Im September des gleichen Jahres eröffnete der KFV mit 25 bis 30 Aktiven und einer Jugendmannschaft die Spielzeit 1892/93. Das erste Spiel mit einem auswärtigen Kontrahenten wurde am 14. September gegen den FC Baden-Baden ausgetragen (8:0). Bei einem seiner ersten Auswärtsspiele der Vereinsgeschichte schlug der KFV die Baden-Badener im Rückspiel mit 3:1. Unter Ernst Langers Spielleitung gewann der KFV drei von sechs Spielen (darunter ein 10:1 gegen eine Auswahl der Süddeutschen Union), zwei Spiele endeten unentschieden, bei einer Niederlage (gegen die mehrheitlich englische Mannschaft des College Heidelberg 0:1) und einem 22:4 Torverhältnis.

### 1893 bis 1898: Die Karlsruher Kickers und die Meisterschaft des Continents
Binnen zweier Jahre wuchs der KFV auf über 100 Mitglieder. Schon bald etablierte sich ein junger Lehramtspraktikant namens August Marx, aus Bensemanns Gymnasium neben dem Engländerplatz, zunehmend als Autorität im noch jungen KFV. Marx fand erstmals mahnende Worte, insbesondere für die – nach seiner Meinung – unsozialen Reisepraktiken der Schülerfußballvereine, welche die Schüler vor Finanzierungsproblemen stellte und die voller Versuchungen steckten. Tatsächlich war es für die KFV-Spieler – trotz der gelegentlichen Unterstützung Bensemanns – „Ehrensache, die Auswärtsfahrten aus eigener Kasse zu bestreiten“. Um 1893 setzte sich Marx im programmatischen Richtungsstreit des KFV schließlich durch und Walther Bensemann verließ erneut einen von ihm gegründeten Verein. Zum zweiten Mal formierte er darauf, diesmal im November 1893, einen anderen Verein: Die Karlsruher Kickers.
Mit Bensemann traten Dreiviertel der Mitglieder sowie 10 Spieler der ersten Mannschaft, u. a. auch seine Freunde Ernst und Fritz Langer aus dem KFV aus. Nur noch ein Dutzend Spieler hielten dem alten Verein die Treue. Die Kickers in ihren rot-blauen Blusen mit schwarzen Aufschlägen wurden zu einer erfolgreichen Mannschaft und verloren nur ein einziges Mal im ersten Jahr ihres Bestehens (insgesamt wurden 28 Spiele bestritten). Die Mannschaft erlangte schnell einen legendären Ruf in Süddeutschland, was auch daraus ersichtlich wird, dass viele Vereine sich ebenso „Kickers“ oder „Cickers“ nannten. So führten auch die 1899 gegründeten Stuttgarter Kickers ihren Namen auf die Karlsruher Mannschaft zurück.
Sowohl die Kickers als auch der KFV waren Mitglied der von 1893 bis 1895 kurzzeitig bestehenden Süddeutschen Fußball-Union. Während der zwei Jahre der Existenz der Union wurden keinerlei Meisterschaftsspiele ausgetragen. Die Kickers waren am 7. April 1894 „wegen grober Verletzung seiner Pflichten“ aus der Union ausgeschlossen worden. Im Mai 1894 zog Walther Bensemann die Konsequenzen aus seinem Streit mit dem Restvorstand und stellte seinen Posten als „Vicepräsident“ zur Verfügung. Es gab nach einer kurzen Phase von Aktivität nur noch Stillstand und Rückschritt, die Union wurde wieder aufgelöst.

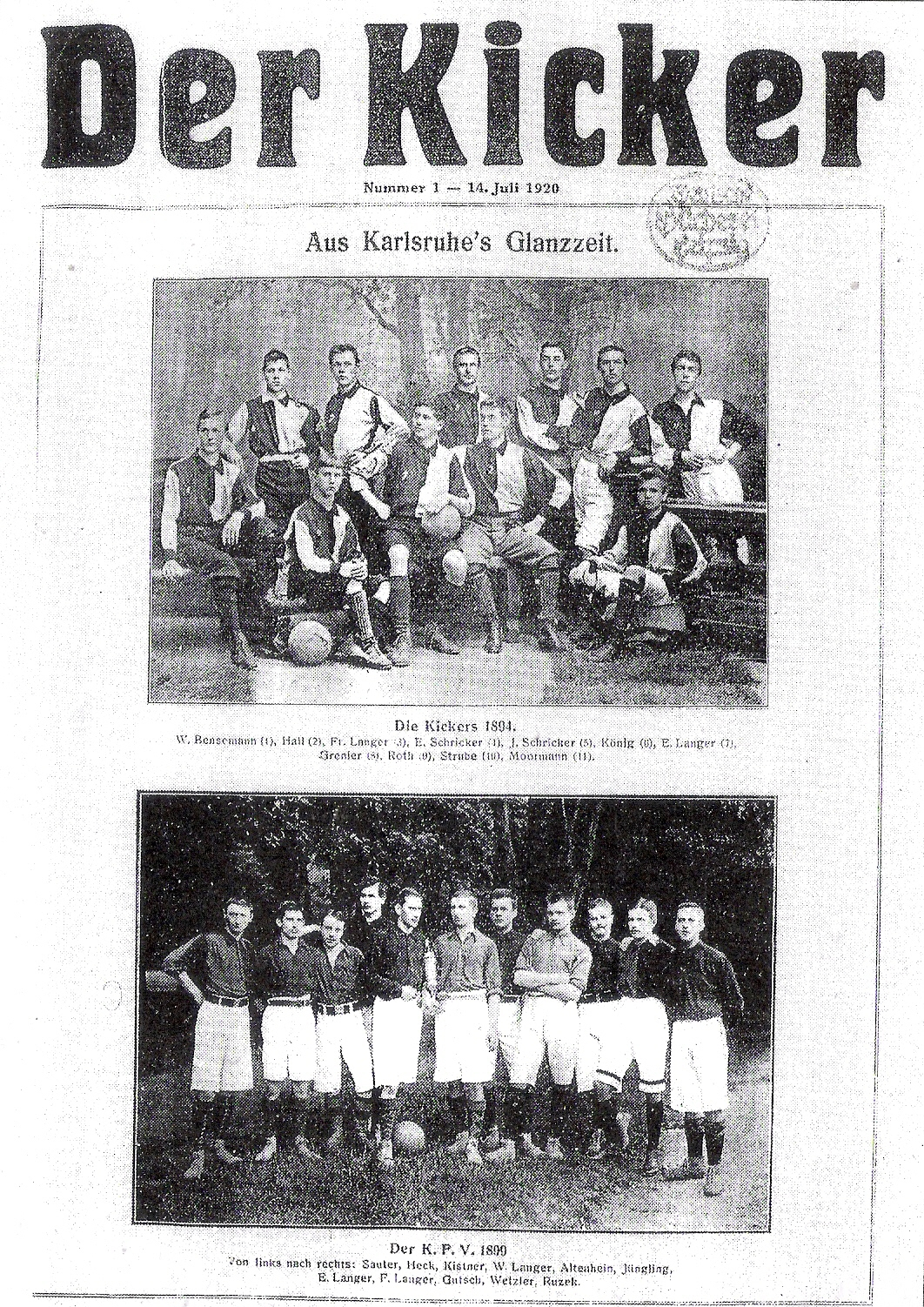
Die Kickers und der KFV auf dem Cover der Kicker-Erstausgabe 1920.

Die Weigerung, an Wettkampfspielen teilzunehmen, führte den jungen KFV unterdessen fast in den Ruin. 1893 überwinterte der KFV nur mit drei Spielern. Im Frühjahr 1894 vereinigte sich der KFV mit dem International Football-Club von 1889, der ebenfalls fast „pleite machte“. Ein großer Teil der englischen Spieler des IFC schloss sich nun dem KFV an. Der Name „Karlsruher Fußball-Verein“ wurde beibehalten, jedoch die Farben des International FC (rot und schwarz) übernommen. Die schwarz-rote Bluse auf dunklen Hosen wurde erst 1896 zum ersten Mal getragen (im Spiel gegen den 1. FC Pforzheim, 7:2). Das Training leitete von nun an der Engländer Captain R. Cooper, der vorherige Kapitän und hervorragende Halbrechte der „Internationalen“, der in kurzer Zeit die neu formierte KFV-Mannschaft auf „Kombinationsspiel“ drillte, d. h. „Aufgabenteilung innerhalb der Mannschaft, Platzhalten, Stellungsspiel und Ball zuschieben […] Daneben überschätzten die Spieler allerdings die Kunst des Dribbelns“. Aufgrund der anfänglichen Schwierigkeiten wurden 1894 nur fünf Spiele ausgetragen, wovon zwei gewonnen und drei verloren wurden (Torverhältnis 9:11). Im Karlsruher Adressbuch desselben Jahres findet sich nun auch erstmals die Erwähnung des Vereins unter den Namen „Roth R., I. Kapitän“.
Walther Bensemann organisierte 1894 einen von ihm selbst initiierten Wettbewerb um die Meisterschaft des Continents. Geplant waren Spiele für Vereinsmannschaften des europäischen Festlandes. Bekannt sind die Anmeldungen (Stand Mitte März) von den Vereinen Karlsruher FV, Karlsruher Kickers, FC Frankfurt, Grasshopper Club Zürich und Lausanne FC. Der Cannstatter FC verzichtete wegen seines eigenen Stiftungsfestes, später haben auch alle anderen Vereine wieder abgesagt und auf eine Reise nach Karlsruhe verzichtet. Da es weder von den Berliner Vereinen noch von weiteren ausländischen Mannschaften eine Zusage gab, entwickelte sich diese Meisterschaft zu einem Zweikampf der beiden Karlsruher Vereine. Vereinbart wurden zwei Spiele, und da jede Mannschaft ein Spiel gewann, wurde direkt nach dem zweiten Spiel noch ein zusätzliches Entscheidungsspiel ausgetragen.

| Spiel | Datum                                               | Vereine       | Ergebnis  | Bemerkungen                      | Aufstellung |
| ----- | --------------------------------------------------- | ------------- | --------- | -------------------------------- | --- |
| 1     | 30. März 1894                                       | Kickers – KFV | 0:2 (0:1) | Tore: Flen, Cooper.              | Kickers: Strube, Moorman, Hall, E. Schricker, J. Schricker, Roth, Baumstark, F. Langer, E. Langer, Bensemann, ?. KFV: Flen, Cooper, ?. |
| 2     | geplant 6. April 1894, verschoben auf 7. April 1894 | Kickers – KFV | 2:1       | Zuschauer: 300 (Engländerplatz). | |
| 3     | 7. April 1894                                       | Kickers – KFV | 5:0       | Spielzeit 80 Minuten.            | Kickers: Strube, Grenier, Benz, Moorman, Armes, Langer, E. Schricker, J. Schricker, ?. KFV: Cooper, Grevé, ?.                          |

Die beiden Karlsruher Mannschaften waren 1920 auf dem Cover der ersten Ausgabe des von Walther Bensemann gegründeten Kicker-Sportmagazin abgebildet. Die Kickers lösten sich Ende 1895 wieder auf und Bensemann und seine Mitspieler kehrten mehrheitlich zum KFV zurück.
1895/96 war es nach einem erneuten Zugewinn an Mitgliedern nun möglich zwei volle Mannschaften zu stellen. Nachdem der KFV seine ersten Krisen überstanden hatte, lief es sportlich nicht gut: Mit einem Rekordergebnis von 0:10 verlor er gegen den Straßburger FV. „Das war ein teures Lehrgeld! […] neues Training begann – es wurde bei jeder Witterung trainiert, was bis dahin nicht geschah“. Eine Generalversammlung wurde unmittelbar einberufen, in der dann der noch recht jugendliche Unterprimaner Rudolf Wetzler zum neuen Spielführer gewählt wurde. Das Training zeigte schnell seine Wirkung: Mit 0:0 endete das Rückspiel gegen Straßburg.

### 1898 bis 1918: Die erfolgreichen Jahre als Süddeutscher und Deutscher Meister
| Saison    | Spielklasse           | Platz           | Tore  | Punkte |
| --------- | --------------------- | --------------- | ----- | ------ |
| 1898      | Süddeutsche Endrunde  | Finale          |       |        |
| 1898/99   | Süddeutsche Endrunde  | 1. Runde        |       |        |
| 1899/1900 | Süddeutsche Endrunde  | Finale          |       |        |
| 1900/01   | Süddeutsche Endrunde  | Sieger          |       |        |
| 1901/02   | Süddeutsche Endrunde  | Sieger          |       |        |
| 1902/03   | Süddeutsche Endrunde  | Sieger          |       |        |
| 1903/04   | A-Klasse Mittelbaden  | 1.              | 13:1  | 4-0    |
| 1904/05   | A-Klasse Mittelbaden  | 1.              | 18:4  | 8-0    |
| 1905/06   | A-Klasse Mittelbaden  | disqualifiziert | 13:2  | 7-1    |
| 1906/07   | A-Klasse Mittelbaden  | 1.              | 19:5  | 9-3    |
| 1907/08   | A-Klasse Mittelbaden  | 1.              | 32:7  | 13-1   |
| 1908/09   | A-Klasse Südkreis     | 4.              | 51:28 | 22-14  |
| 1909/10   | A-Klasse Südkreis     | 1.              | 80:12 | 27-5   |
| 1910/11   | A-Klasse Südkreis     | 1.              | 89:17 | 33-3   |
| 1911/12   | Südkreisliga          | 1.              | 92:19 | 35-5   |
| 1912/13   | Südkreisliga          | 4.              | 27:18 | 15-13  |
| 1913/14   | Südkreisliga          | 8.              | 16:31 | 7-21   |
| 1914/15   | kein Spielbetrieb     |                 |       |        |
| 1915/16   | Bezirk Mittelbaden II | 1.              | 69:8  | 14-2   |
| 1916/17   | Bezirk Mittelbaden II | 3.              | 24:23 | 8-8    |
| 1917/18   | Bezirk Mittelbaden II | 4.              | 21:32 | 5-11   |

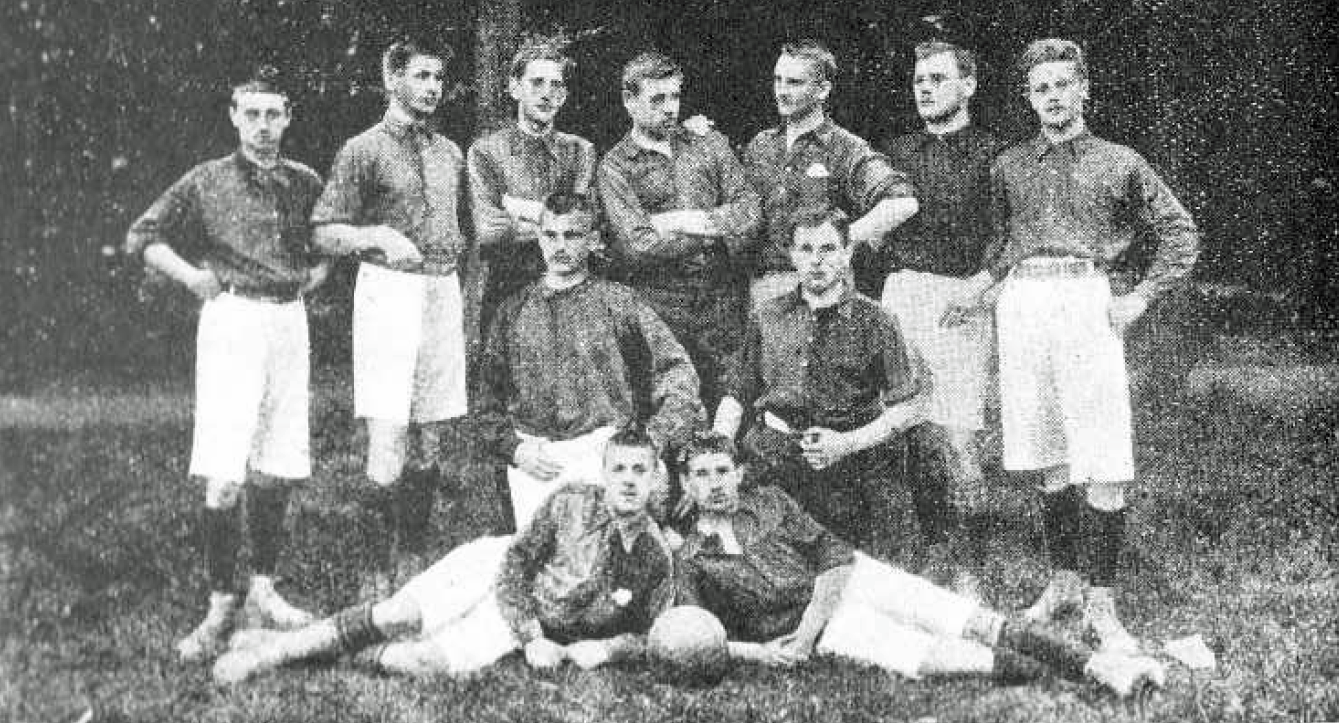
Die Mannschaft des KFV 1898, v. l. n. r.: Karl Sauter, Wilhelm Langer, Albert Alterheim, Zinser, A. Tafel, Ernst Langer, Friedrich Gutsch, kniend: Fritz Langer und Rudolf Wetzler; davor: Hans Ruzek und Ludwig Heck

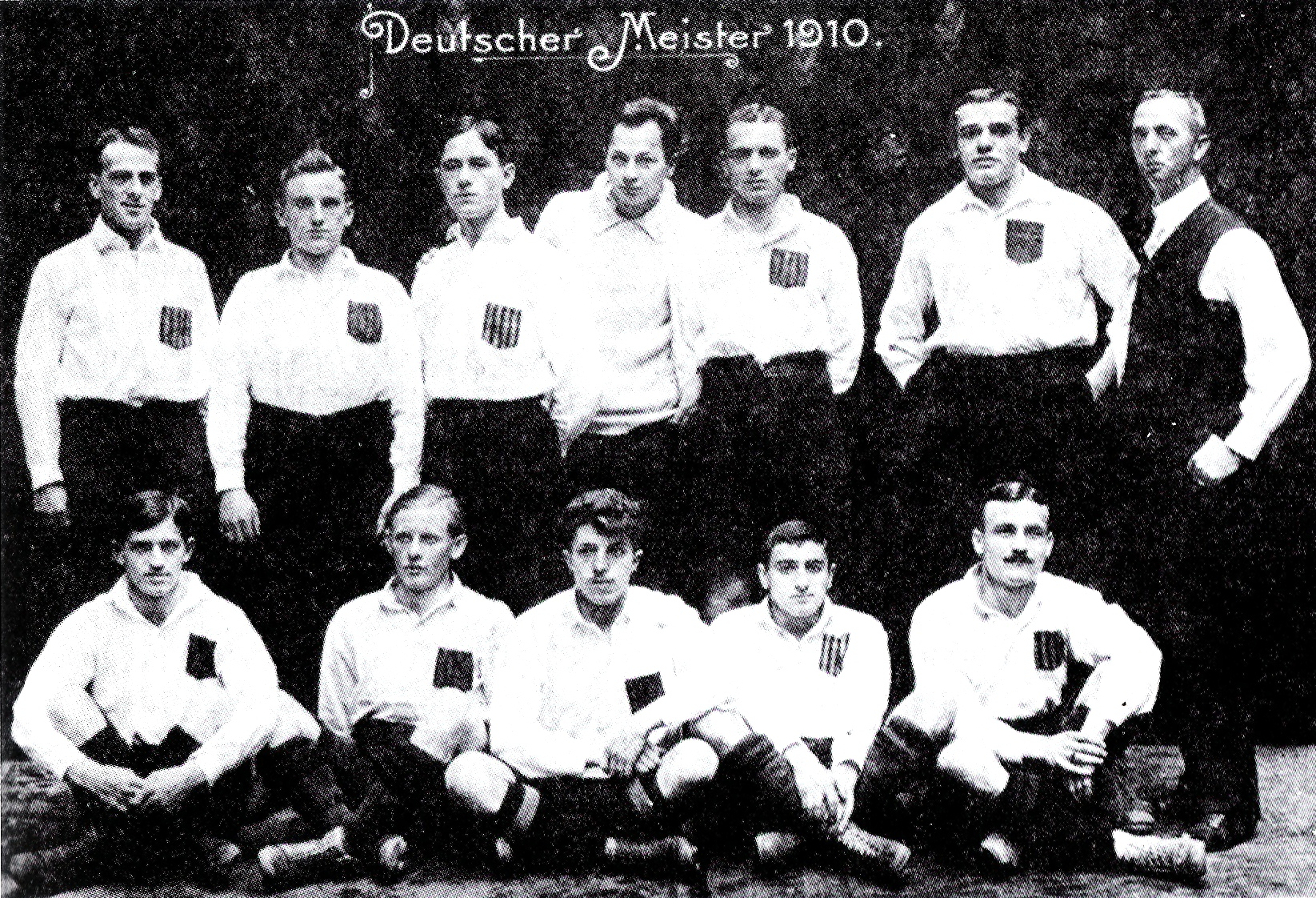
Die Meistermannschaft des KFV 1910, oben: Ruzek, Förderer, Bosch, Dell, Hüber, Breunig, Trainer Townley;
unten: Fuchs, Hollstein, Tscherter, Hirsch, Schwarze

Bei der 1898 erstmals ausgetragenen Süddeutschen Meisterschaft ging das Finale gegen den Straßburger FK verloren. Zwischen 1898 und 1901 kamen bei allen sieben Ur-Länderspielen Spieler des Karlsruher FV zum Einsatz, allein sechs am 28. November 1899 vor 5.000 Zuschauern auf dem Exerzierplatz in Karlsruhe gegen England (Wilhelm Langer, Schuon, Fritz Langer, Rickmers, Julius Zinser, Heinrich Link).
In der vom Karlsruher Fußball-Bund durchgeführten Meisterschaft war der KFV 1899, 1900 und 1901 Sieger der I. Klasse sowie 1899 und 1900 Sieger der II. Klasse. Auch Freundschaftsspiele waren erfolgreich: An Pfingsten 1899 gegen Viktoria 89 Berlin mit 1:0, am 3. Juni 1900 in Prag gegen den DFC Prag mit 5:1 und knapp ein Jahr später, an Ostern 1901, wieder in Prag gegen den DFC mit 1:0. Am 14. April 1901 musste sich auch die süddeutsche Verbandsmannschaft mit 2:1 geschlagen geben.
Der höchste Vereinssieg der Geschichte gelang mit einem 29:0 gegen den FC Kaiserslautern am 4. August 1901: An diesem Augusttag „erteilten die damals schon auf einsamer Höhe stehenden Karlsruher dem jungen F.C.K. eine mehr als derbe Lektion […] Karl Seifert stand ratlos im Tor […] und als Tor um Tor fiel verlor die Mannschaft ganz das Vertrauen zu sich selbst und ließ einen Torsegen über sich ergehen“. Von 1900 bis 1902 ging kein einziges Spiel gegen eine süddeutsche Mannschaft verloren. Einzig der Mannschaft der Universität Oxford unterlagen die Karlsruher am 30. März 1902 in Prag mit 1:3. Die Engländer mussten auf ihrer Reise durch Kontinentaleuropa jedoch das erste Gegentor ihrer „Tournee“ hinnehmen. Einen Tag später wurde das Spiel in Wien gegen First Vienna FC mit 1:0 gewonnen.
KFV – Oxford University A.F.C. 1:3

KFV: Wilhelm Langer, Jacques Johann Zweerts, A. Holdermann, „Bob“ Altenhain, Ivo Schricker, Karl Sauter, Hans Ruzek, Louis Heck, Julius Zinser, Rudolf Wetzler, Otto Jüngling.
Als Mitglied im 1897 gegründeten Verband Süddeutscher Fußball-Vereine konnte fünf Mal in Folge – 1901, 1902, 1903, 1904, 1905, – die süddeutsche Meisterschaft gewonnen werden. Bis 1903 wurde diese Meisterschaft aufgrund der wenigen Vereine von der 1. Runde bis zum Finale im K.-o.-System ausgetragen, danach qualifizierten sich die einzelnen Gaumeister für die anschließende süddeutsche Endrunde.
Von 1903 bis 1905 wurde die Endrunde zur deutschen Meisterschaft erreicht. Im Viertelfinale 1903 sollte gegen den DFC Prag gespielt werden. Da sich beide Vereine nicht auf einen Austragungsort einigen konnten (Prag oder München) wurde das Spiel vom DFB im Halbfinale nochmals angesetzt. Wegen eines gefälschten Telegramms (Telegramm-Affäre), das den KFV von einer Verlegung des Spieltermins Mitteilung machte, wurde die Reise zum Spiel nicht angetreten (laut Bundestag-Besprechungsprotokoll des DFB: Sonntagsspiel Leipzig findet nicht statt – Fußballbund). Der DFB erklärte daraufhin die Karlsruher für disqualifiziert.
Stellungnahme des Karlsruher FV zu den Vorfällen um die Deutsche Meisterschaft mit dem Titel Die volle Wahrheit:

„Es war uns vollständig unmöglich, nach Prag zu reisen. Der K.F.V. kann an einem gewöhnlichen Sonntag keine Reise von 38 Stunden machen, da 4 Schüler in der Mannschaft sind und weitere 5 feste Stellungen haben, und von diesen 9 nur der eine oder andere freibekommen hätte! […] Da wir bis jetzt alle Nachrichten von Prag bekommen hatten, so zweifelten wir nicht an der Echtheit des Telegramms. Wir hielten es nicht für möglich, dass ein deutscher Sportsmann eine Urkundenfälschung begehen kann und hielten die Unterschrift ,Fussballbund’ für berechtigt. […] Der DFC kann nun behaupten, er wisse nichts von dem Telegramm, wir behaupten jedoch, solange bis der DFC unsere Meinung widerlegt, dass nur ein Mitglied des DFC, wenn auch ohne Vollmacht des Vereins, so doch in Übereinstimmung mit dessen Wünschen diese Fälschung begangen hat, denn nur ein Mitglied konnte derart in die Verhandlungen eingeweiht sein und so viel Interesse für den DFC bekunden, dass er eine derartige Fälschung beging, um dem DFC bis zum Entscheidungsspiel zu verhelfen. Der DFC, mit dieser Heldentat nicht zufrieden, veröffentlichte Berichte, die der Wahrheit ins Gesicht schlagen und uns von Seiten des Herrn 1. Vorsitzenden des DFB, Herrn Hueppe, den Vorwurf einbrachten, der KFV hätte unsportlich gehandelt.“

Der KFV forderte Leipzig nach dem Finale zu einem „Herausforderungskampf, um sie seiner Meisterwürde zu entthronen“ (DFB), verloren das Spiel aber mit 7:3, was beim Deutschen Fußball-Bund mit einer gewissen Erleichterung aufgenommen wurde.
1904 kam es zur Annullierung der kompletten Endrunde. Auslöser war der KFV, der gegen die Ansetzung seines Spiels im Viertelfinale protestiert hatte (kein neutraler Platz) und deshalb nur unter Protest zum Spiel gegen Britannia 92 Berlin reiste. Am Endspieltag entschied dann das DFB-Präsidium dem Protest zuzustimmen. 1905 wurde das Spiel im Viertelfinale gegen den Duisburger SpV gewonnen und im Halbfinale erhielt der KFV ein Freilos. Somit gelang erstmals der Einzug ins Finale, das gegen Union 92 Berlin verloren ging.
1906 wurde der KFV bereits an der süddeutschen Meisterschaft disqualifiziert. Der Spieler Heinrich Link besaß nur eine Spielgenehmigung für die zweite Mannschaft, wurde jedoch auch in der ersten Mannschaft eingesetzt. Die folgenden Jahre waren weniger erfolgreich.
Prinz Max von Baden wurde im Oktober 1905 Schirmherr des KFV und besuchte seither vereinzelt Spiele des Vereins: „Es war ein Bild für Götter, als er […] in Regen und Wind mit der Kutsche am Exerzierplatz vorfuhr. Die beiden Schimmel standen hinten und ließen mit hängenden Köpfen die Wasserbächlein über sich rinnen, Prinz Max war Feuer und Flamme beim Spiel. Ein Lakai stand dabei und hielt ihm den Regenschirm über den Kopf“. Daneben wurde der Landtagsabgeordnete Karl Heimburger Ehrenmitglied des Vereins.
Ab dem 17. Januar 1909 übernahm der Engländer William Townley (gewann zweimal den FA-Cup mit Blackburn Rovers) für zwei Jahre das Training. In den Jahren 1910, 1911 und 1912 konnte erneut die süddeutsche Meisterschaft gewonnen werden. Es wurde jeweils zuerst Platz 1 der Südkreisliga erreicht und dann die Endrunde gegen die weiteren drei Kreismeister (Nord, West, Ost) gewonnen. Damit war der KFV wieder für die Endrunde zur deutschen Meisterschaft qualifiziert. Die Krönung dieser Ära war der Gewinn der deutschen Meisterschaft, die sich die Mannschaft 1910 durch Siege im Viertelfinale gegen den Duisburger SpV und im Halbfinale gegen den Stadtrivalen und Titelverteidiger Phönix Karlsruhe, sowie einen 1:0-Erfolg nach Verlängerung im Finale über den Norddeutschen Meister Holstein Kiel sicherte. Im Mai 1910 kam es in Karlsruhe zu zwei Freundschaftsspielen gegen englische Vereine, gegen den Barnsley FC wurde mit 0:6 und gegen die Blackburn Rovers mit 1:7 verloren.
Ein Jahr später wurde das Viertelfinale gegen Tasmania Rixdorf noch gewonnen, aber danach scheiterte der Titelverteidiger im Halbfinale gegen den VfB Leipzig. 1912 konnte letztmals die Endrunde erreicht werden. Das Viertelfinale gegen den Cölner FC und das Halbfinale gegen die SpVgg 1899 Leipzig wurden gewonnen, das Finale gegen den Norddeutschen Meister Holstein Kiel ging aber mit 0:1 verloren.
Sieben süddeutsche Vereine verständigten sich im September 1911 auf die Austragung einer Süddeutschen Privat-Fußballrunde. Im Oktober wurde dann die Genehmigung durch den Verbandsvorstand des VSFV erteilt. Die Spiele fanden zwischen Februar und Oktober 1912 statt. Der Sieger erhielt einen Pokal im Wert von 800 Mark. Der 1. FC Pforzheim hat sich vor Beginn der Runde wieder von den Spielen zurückgezogen.
| Platz | Mannschaft          | Spiele | S | U | N | Tore  | Punkte |
| ----- | ------------------- | ------ | - | - | - | ----- | ------ |
| 1     | Karlsruher FV       | 10     | 7 | 2 | 1 | 32:12 | 16     |
| 2     | VfR Mannheim        | 10     | 6 | 1 | 3 | 25:27 | 13     |
| 3     | Stuttgarter Kickers | 10     | 4 | 3 | 3 | 16:14 | 11     |
| 4     | FC Phönix Karlsruhe | 10     | 3 | 2 | 5 | 25:25 | 8      |
| 5     | 1. FC Nürnberg      | 10     | 3 | 1 | 6 | 23:22 | 7      |
| 6     | SpVgg Fürth         | 10     | 2 | 1 | 7 | 14:35 | 5      |

Danach verlor der Verein an Spielstärke und stand 1914 vor dem Abstieg, der nur durch einen Verbandsbeschluss nachträglich am grünen Tisch vermieden werden konnte. Zu den herausragenden Spielern dieser Zeit gehörten die Nationalspieler Max Breunig, Hermann Bosch, Fritz Förderer, Gottfried Fuchs, Wilhelm Gros, Julius Hirsch und Ernst Hollstein, die alle in den Jahren 1908 bis 1913 für die A-Nationalmannschaft zum Einsatz kamen. Fuchs erzielte dabei mit seinen zehn Toren beim Spiel gegen die russische Mannschaft während der Olympischen Spiele 1912 einen Rekord.
Die Auswahl Süddeutschlands erreichte mit diesen Spielern 1910, 1911 und 1912 das Finale im Kronprinzenpokal, welches zweimal gewonnen werden konnte. Seit Jahren bestand in Karlsruhe, gestützt durch mehrere Vereine, ein Ausschuss zur Förderung des Rasensports. Durch einen Zusammenschluss dieser Vereine wurde dann 1914 der Karlsruher Rasensportverband gegründet. Mit Ausbruch des Ersten Weltkrieges ruhte der Spielbetrieb vorerst. 1916 wurde die Bezirksliga Mittelbaden Staffel II gewonnen.
Die Aufrechterhaltung des Spielbetriebs gelang während des Ersten Weltkriegs infolge der zahlreichen Einberufungen nur unter erschwerten Bedingungen. Einige Spieler der Finalmannschaften 1910 und 1912 fielen während des Ersten Weltkriegs, so wie der rechte Läufer Hans Ruzek (8. November 1914), der Verteidiger Kurt Hüber (17. August 1915), der Linksaußen Hermann Bosch (16. Juli 1916) und der rechte Läufer Wilhelm Gros (22. August 1917). Auch der junge Verwaltungsaktuar (Beamter) Hermann Kächele (geb. 24. Mai 1890 in Karlsruhe), der 1912 Vizemeister wurde und ein Sturmtalent der Karlsruher war, fiel am Vormittag des 13. August 1914 im elsässischen Brückensweiler (Bréchaumont) zwischen Belfort und Mühlhausen als Unteroffizier der Reserve der 4. Kompanie – zehn Tage nach der deutschen Kriegserklärung an Frankreich. Heute ruht er in Block 7 Grab 507 in der Kriegsgräberstätte in Cernay (Haut-Rhin), Frankreich. Der auf dem Platz stets in schwarz gekleidete Franz Burger (geb. 1893; aufgrund seiner schmächtigen Gestalt meist nur „das Burgerle“ genannt), ebenfalls Vizemeister von 1912, erlitt eine schwere Augenverletzung, so dass er nicht mehr spielen konnte. In seinen letzten Tagen vor seinem Tod im November 1940 war er vollkommen blind.

#### Die Mitgliedschaften bis zum Ersten Weltkrieg
Der KFV war Gründungsmitglied folgender Verbände:
- Am 28. Mai 1893 Gründungsmitglied der Süddeutschen Fußball-Union. Walther Bensemann (Kickers) wurde zum 2. Vorsitzenden gewählt.[16]
- Am 17. Oktober 1897 Gründungsmitglied des Verbandes Süddeutscher Fußball-Vereine. Auf dem ersten Fußballtag zu Ostern 1898 wurde der KFV-Vorsitzende Friedrich Wilhelm Nohe zum 1. Vorsitzenden gewählt, der dieses Amt bis 1907 ausübte.
- Im Jahre 1899 Gründungsmitglied des Karlsruher Fußball-Bundes. Zum 1. Vorsitzenden wurde auch hier der KFV-Vorsitzende Friedrich Wilhelm Nohe gewählt.
- Am 28. Januar 1900 Gründungsmitglied des Deutschen Fußball-Bundes. Auch beim DFB war der KFV-Vorsitzende Friedrich Wilhelm Nohe vom 22. Mai 1904 bis zum 21. Mai 1905 deren 1. Vorsitzender.
- Am 4. Juni 1914 Gründungsmitglied des Karlsruher Rasensportverbandes. Hier wurde Nagel (KFV) zum 1. Vorsitzenden gewählt.[17]

### 1918 bis 1923: Schwieriger Start nach dem Weltkrieg
| Saison  | Spielklasse   | Platz | Tore  | Punkte |
| ------- | ------------- | ----- | ----- | ------ |
| 1918/19 | Kreis Südwest | 4.    | 28:21 | 16-12  |
| 1919/20 | Kreis Südwest | 3.    | 33:29 | 21-15  |
| 1920/21 | Kreis Südwest | 3.    | 40:19 | 25-11  |
| 1921/22 | Kreis Südwest | 1.    | 36:12 | 20-8   |
| 1922/23 | Kreis Südwest | 5.    | 21:18 | 14-14  |

1918 erfolgte der Neuaufbau des Vereins. Schnell wurde klar: Der KFV gehört nicht mehr zur Spitze des deutschen Fußballs. In den beiden Jahrzehnten zwischen den Kriegen sollten es vor allem der 1. FC Nürnberg, die SpVgg Fürth und der Hamburger SV sein, die um die deutsche Meisterschaft stritten. Auch in Süddeutschland verlagerte sich das fußballerische Gewicht nach Bayern. Süddeutschland – nun ohne das Elsass, dass Frankreich zufiel – organisierte sich nach dem Ersten Weltkrieg in 10 Kreisligen. Der KFV spielte in der „Kreisliga Südwest“, die in mehreren Gruppen für die Regionen Württemberg, Odenwald und Baden untergliedert war. Die Elf des KFV bestand zur „Stunde null“ nach dem Weltkrieg nur noch aus einem Rumpfkader der alternden Meisterschaftsgeneration und neuen, hoffnungsvollen Talenten. Einer der Stürmertalente war Emil Melcher, der sich aber weniger als Spieler, sondern in der Folgezeit als Trainer einen größeren Namen machen sollte. Karl Egetmeyer (geb. 21. September 1875 in Karlsruhe), der bereits von 1900 bis 1909 für den KFV spielte, sowie in der Nachkriegszeit von 1919 an noch einmal zusammen mit Hirsch und Fritz Tscherter in der ersten Elf stand, leistete einen wichtigen Beitrag zur KFV-Vereinsgeschichte 1914 auf einem Verbandstag. Als Verhandlungsführer bewahrte er den Altmeister am grünen Tisch vor einem erstmaligen Abstieg in die Zweitklassigkeit. Einige Jahre nach seinem Eintreten für den KFV wurde er der erste Verwaltungsratsvorsitzende des VfR Mannheim. Im Juli 1948 ging er als Mannheimer Gasdirektor nach 48 Jahren im Dienst der Stadt Mannheim in den Ruhestand. Auch sein Bruder Alfred Egetmeyer war Spieler des KFV, ehe er im Dezember 1908 als Lehrer nach Furtwangen versetzt wurde. Dort bescherte er dem FC 07 Furtwangen einen sportlichen Aufschwung, wurde aber bereits nach einem Jahr wieder versetzt. Er fiel im Ersten Weltkrieg.
Vor über 6.000 Zuschauern spielte der KFV 1919 gegen den ungarischen Meister MTK Budapest, noch mit den Meisterspielern Förderer (der dafür aus Halle (Saale) gekommen war) sowie Tscherter, Fuchs und Hirsch. Kurz vor Schluss bekam der KFV wegen eines Handspiels eines Ungarns einen Elfmeter zugesprochen, den die Budapester nicht akzeptieren wollten. Jedes Mal, wenn der Ball von einem KFV-Spieler auf den Elfmeterpunkt gelegt wurde, stieß ihn ein MTK-Spieler wieder weg. Erst als der umsichtige Förderer den Ungarn klar machte, dass er absichtlich daneben schießen würde, war die Ausführung des Elfmeters möglich. Das Publikum schrie und pfiff zunächst, spendete Förderer jedoch schließlich Beifall. Nach drei passablen, aber an Meisterschaftsehren dürftigen Nachkriegsjahren, gewannen die Schwarz-Roten 1922 die Kreisliga Südwest und spielten als stärkstes badisches Team gegen die Sportfreunde Stuttgart um die Meisterschaft im Bezirk Württemberg/Baden, verloren das Rückspiel knapp mit 0:1, nach einem vorangegangenen 1:1.

### 1923 bis 1931: Rückkehr auf die süddeutsche Fußballbühne
| Saison  | Spielklasse                   | Platz | Tore  | Punkte |
| ------- | ----------------------------- | ----- | ----- | ------ |
| 1923/24 | Kreisliga Mittelbaden         | 1.    | 50:14 | 25-3   |
| 1924/25 | Kreisliga Mittelbaden         | 1.    | 66:15 | 28-4   |
| 1925/26 | Bezirksliga Württemberg/Baden | 1.    | 52:22 | 22-6   |
| 1926/27 | Bezirksliga Württemberg/Baden | 2.    | 69:22 | 29-7   |
| 1927/28 | Bezirksliga Baden             | 1.    | 44:20 | 23-7   |
| 1928/29 | Bezirksliga Baden             | 1.    | 60:18 | 23-5   |
| 1929/30 | Bezirksliga Baden             | 2.    | 62:32 | 22-8   |
| 1930/31 | Bezirksliga Baden             | 1.    | 64:21 | 26-2   |

1923 wurde das Ligasystem reformiert und die Kreisligen durch Bezirksligen ersetzt, die dem süddeutschen Fußball wieder einen überregionalen Charakter und damit Attraktivität verliehen. In der Saison 1922/23, als es galt einen Platz in der neu entstehenden Liga zu sichern, schwächelte der KFV und belegte nur den 5. Platz in der Kreisliga. Während Pforzheim, der Freiburger FC und die Stadtrivalen Phönix und Mühlburg sich für die neue erstklassige Liga qualifizierten, verblieb der KFV noch weiter in der nun zweitklassigen Kreisliga Mittelbaden.
Zu dieser Zeit etablierte sich mit Max Groke (2. November 1893–1968) ein neuer Führungsspieler im KFV-Team. „Mit seiner Pferdelunge war er nicht herunterzukriegen und dribbeln konnte er über das halbe Spielfeld. Diese Gabe verleitete ihn aber zum zu langen Ballhalten“. Ab 1919 war Groke schon für den KFV aktiv und von 1925 bis 1930 Spielführer der Schwarz-Roten. Für Süddeutschland spielte er 1923 repräsentativ gegen die Schweiz. In der Saison nach dem schwachen 5. Platz wurde Spieler Groke gleichzeitig Trainer der KFV-Elf. Mit ihrem neuen Spielertrainer errang die Mannschaft zwar die Meisterschaft der zweitklassigen Kreisliga, scheiterte aber in den Aufstiegsspielen am VfB Stuttgart und dem SC Freiburg.
Der Aufstieg erfolgte nach zwei Jahren Zweitklassigkeit 1924/25 und brachte den KFV nun wieder auf die Bühne des deutschen Fußballs. Der KFV trat in der Bezirksliga Württemberg-Baden, Gruppe Baden, an. Der Meister der Gruppe Baden spielte im jährlichen Turnus gegen den Meister der Gruppe Württemberg die Württemberg/Baden-Meisterschaft aus. Die besten Mannschaften Süddeutschlands, d. h. die Meister der Bezirke Main/Hessen, Rhein/Saar, Bayern und eben Württemberg/Baden spielten um die Süddeutsche Meisterschaft, die wiederum – wie schon in früheren Zeiten – die Qualifikation zur deutschen Meisterschaftsendrunde sicherte.
Wie schon im Jahrzehnt davor wirkte erneut ein britischer Trainer nach einer Krisenzeit als Katalysator für den sportlichen Erfolg: James Lawrence wurde im August 1925 verpflichtet. Lawrence bewies weniger pädagogisches Gespür, als fußballtheoretisches Wissen. Den KFV-Spielern soll er das sogenannte W-System bzw. WM-System, das im britischen Fußball seit 1925 praktiziert wurde, gelehrt haben. Das Ergebnis von Lawrences Wirken bewirkte eine Überraschung: Der KFV wurde 1925/26 als Aufsteiger Meister der Liga Württemberg-Baden und qualifizierte sich für die süddeutsche Meisterschaft. Die Schwarz-Roten gewannen 9:0 im Lokalschlager gegen den FC Phönix: „Das Rezept, das den kranken KFV wieder gesund machte, heißt unter dem neuen Trainer unermüdliches Training, sportliche Einigkeit, Disziplin und strenge Enthaltsamkeit“, urteilte eine Zeitung abschließend über den neuen Geist beim KFV. In der Endrunde der süddeutschen Meisterschaft schnitt der KFV, der innerhalb einer Jahresfrist die Aufstiegsspiele für die Bezirksliga bestritt sowie in der Bezirksliga selbst Meister wurde, schlecht ab. Ersatzgeschwächt war es nicht möglich in der Endrunde der süddeutschen Meisterschaft mit Gegnern wie dem FC Bayern München oder dem Vorjahresvizemeister FSV Frankfurt mitzuhalten.
Im folgenden Jahr landete der KFV hinter dem VfB Stuttgart auf dem zweiten Tabellenplatz der Bezirksliga Württemberg/Baden. In der Trostrunde der Zweitplatzierten der deutschen Bezirksligen startete der KFV als Favorit. Ein stark umkämpftes und äußerst hart geführtes Spiel gegen den VfR Mannheim stellte einen entscheidenden Wendepunkt zu Ungunsten der Karlsruher dar: „Zum Spiele gegen den VfR fuhren wir mit einer außerordentlich starken Mannschaft nach Mannheim. Es hätte ein packendes und spannendes Treffen werden können. Die Zuschauer kamen aus dem Staunen nicht heraus. Unsere Spiele der letzten Jahre gegen Mannheim zählten stets zu den besten und fairsten. Was sich aber da entwickelte und abwickelte, hatte mit dieser Kennzeichnung nichts mehr gemein. Kaum waren 5 Minuten vergangen, da war Günther so gut wie erledigt. Wenig später humpelte Ferdinand Lange bedenklich. Bekir ging bei der Pause mit einer Gesichtsverletzung in die Kabine, als ob er eben aus einem Boxring stieg. Und kurz vor Spielschluß wurde Kastner ins Exil geschickt, als er die dauernden Hinterhältigkeiten und Gemeinheiten des gegnerischen Mittelläufers Deschner abzuwehren versuchte. Es war schauerlich. Insbesondere die Herren Deschner und Engelhardt II haben sich als vollendete Sportsleute erwiesen; wir würden nichts vermissen, wenn wir diesen Leuten künftig nicht mehr begegnen würden.“ Der „KFV führte schon 5:0. Alle Tore hatte Kastner geschossen. Dann redete er! Und aus dem Glückspilz wurde ein Unglückspilz. Mannheim holte noch auf!“. Der KFV gewann zwar mit 5:4, konnte allerdings nur den zweiten Platz in der Trostrunde der Bezirksligazweiten, knapp hinter dem TSV 1860 München, belegen und verpasste damit nach 15 Jahren Abstinenz sein Comeback in der deutschen Meisterschaftsendrunde.
Im Juli 1927 – kurz nach der verpassten Meisterschaftsendrunde – fand ein weiterer Höhepunkt der Saison statt: Im Karlsruher Wildparkstadion fanden sich 15.000 Zuschauer ein, um die Pokalpartie KFV gegen den amtierenden deutschen Meister, den 1. FC Nürnberg, zu verfolgen. Eine Vorschau zu dem Spiel zeigt, wie groß der Eventcharakter des Fußballs bereits in den 1920er Jahren war: „Der Wettspielball wird voraussichtlich von einem Flugzeug abgeworfen. Oberbürgermeister Julius Finter wird den Deutschen Meister im Namen der Stadt begrüßen und die gesamte Feuerwehrkapelle spielt ab 1.00 Uhr unter Leitung des Musikdirektors Irrgang. Als Vorspiel findet eine Begegnung zwischen den Junioren des KFV und des FC Phönix statt“. Der Anstoß verzögerte sich zunächst, da die Nürnberger Stars Hans Kalb und Heinrich Stuhlfauth erst gegen 3.00 Uhr mit dem Flugzeug in Karlsruhe ankamen. Nach der regulären Spielzeit eines spannenden Spiels stand es immer noch 0:0. Zur Verlängerung erschienen nur noch die Karlsruher. Die Nürnberger kamen nicht mehr zurück auf den Platz. Da der satzungsgemäße Gewinner, der KFV, nach der Partie auf den Sieg verzichtete, bestritt der 1. FC Nürnberg die weiteren Spiele im süddeutschen Pokal.
In der Saison 1927/28 erlebten die Zuschauer den vermutlich stärksten Nachkriegs-KFV. Gereift durch die ersten Jahre auf hohem Niveau, gewann der KFV die Bezirksliga und schlug Lokalrivale FC Phönix im Entscheidungsspiel um die Meisterschaft im Bezirk Württemberg/Baden, Gruppe Baden mit 6:1. In der süddeutschen Meisterschaft wurde Platz 4 hinter den Bayern, Eintracht Frankfurt und der SpVgg Fürth erreicht. Nach einer Änderung der Gebietszuteilung wurde der KFV 1928/29, 1930/31 und 1931/32 badischer Meister.
Auch in der Folgesaison blieb das Derby gegen den Lokalrivalen FC Phönix ein Zuschauermagnet. Vor 10.000 Zuschauern spielte der KFV im November 1928 gegen die Blau-Schwarzen, die im Hinspiel mit 3:2 siegreich waren. Der KFV war auf Revanche aus. In einem rassigen Spiel kämpften die beiden Lokalrivalen verbissen gegeneinander. Nach drei verhängten Elfmetern (zwei für den KFV und einen für Phönix) siegte die KFV-Elf mit 4:2. In einem der folgenden Derbys, im Januar 1930, übte KFV-Star Bekir Rafet schlagfertige Selbstjustiz am Phönix-Keeper Krimmer, flog vom Platz und wurde für 13 Wochen gesperrt (mit Wirkung vom 12. April 1930 aber wieder begnadigt). Krimmer selbst wurde noch kurz vor Spielende vom Platz verwiesen. Mit 4:1 errang der KFV im emotionalen Derby erneut den Sieg. Beim Stande von 4:1 verfehlte Eugen Nagel – bekannt als sicherer Elfmeterschütze – mit zittrigen Knien bei einem Strafstoß das Tor. Trotz aller Emotionen und langer Dispute des Unparteiischen mit den Spielern beider Seiten, blieb es bei den Derbys dennoch meist bei relativ fair geführten Partien.
Neben den Lokalderbys waren insbesondere die Spiele gegen den mehrfachen deutschen Meister Nürnberg von hohem Publikumsinteresse. 15.000 Zuschauer sahen 1929 das 0:0 zwischen dem KFV und dem 1. FC Nürnberg im KFV-Stadion. Auch im März 1930 konnten die „Clubberer“ vor 12.000 Zuschauern nicht gewinnen (1:1). „Für beide Vereine besitzt die KFV-Kampfstätte historische Bedeutung. Der »Club« fand hier immer seinen Meister und war nie in der Lage auf diesem für ihn geradezu verhängnisvollen Boden einen Sieg zu erringen“, urteilte ein Reporter.
Nachdem der KFV bereits in seinen Anfangsjahren im regen Austausch mit ausländischen Vereinsmannschaften stand, wurde diese Tradition auch in den Zwischenkriegsjahren fortgeführt. Über die Osterfeiertage 1930 reisten die Karlsruher unter der Führung von Ivo Schricker nach Holland. Slavia Prag gastierte im Mai 1930 in Karlsruhe. Gegen eine Mannschaft aus Übersee ging es zwei Monate später, als der DSV Milwaukee New York in Karlsruhe gastierte. Eine erneute Frankreichreise führte die KFVler an Weihnachten 1930 unter der abermaligen Leitung von Ivo Schricker zusammen mit Meisterspieler Tscherter nach Marseille, Nancy und Paris. An Ostern 1928 wurde der KFV Turniersieger in einem gut besetzten internationalen Wettbewerb in Luxemburg. Über Silvester 1932 ging es erneut nach Frankreich, wo der KFV gegen den französischen Cup-Sieger Montpellier mit 3:1 gewann und gegen Olympique Marseille vor 10.000 Zuschauern 0:0 spielte.

### 1931 bis 1933: Wiener Schule in Karlsruhe? Die Systemfrage
| Saison  | Spielklasse       | Platz | Tore  | Punkte |
| ------- | ----------------- | ----- | ----- | ------ |
| 1931/32 | Bezirksliga Baden | 1.    | 65:11 | 29-7   |
| 1932/33 | Bezirksliga Baden | 2.    | 41:19 | 27-9   |

Zum 1. Juli 1931 verließ James Lawrence nach sechsjähriger erfolgreicher Tätigkeit den KFV. Als Nachfolger verpflichteten die Karlsruher den Wiener Franz „Benjamin“ Sedlacek, der von 1910 bis 1919 beim Wiener AF spielte, mit dem er 1914 österreichischer Fußballmeister wurde. Zwischen 1913 und 1918 brachte er es auf 11 Länderspiele für Österreich, die er bis auf eine einzige Ausnahme (Italien) kriegsbedingt alle gegen Ungarn bestritt. Auch in die Niederösterreichische Verbandsauswahl wurde er berufen. Nach Trainerstationen u. a. bei AC Venezia (1924-26), Lazio Rom (1927/28) und Garbarnia Kraków wurde er ab der Saison 1931/32 Trainer des KFV.
Sedlacek verkörperte als Kadett der „Wiener Schule“ des österreichischen Nationaltrainers Hugo Meisl die gegensätzliche Spielkultur seines britischen Amtsvorgängers Lawrence. Die österreichische Fußballphilosophie, welche auf Ballbeherrschung, Kurzpassspiel und geringen Körpereinsatz beruhte, war in vielerlei Hinsicht inkompatibel mit dem britischen „W-System“ oder „WM-System“, das Lawrence zuvor lehrte. Nach dem sehr glücklichen 2:2 des 1. FC Nürnberg beim KFV schrieb der Kicker zum Systemwechsel beim KFV: „Der KFV stand in seiner Stuttgarter Besetzung im Gefecht. Wiener Schule? Die hatte es beim KFV am Anfang der Gruppenspiele an sage und schreibe zwei Sonntagen auf hohem Niveau gegeben. Dann aber verschwand sie ebenso rasch und vollkommen wieder, wie sie gekommen war. Seither irren die Karlsruher zwischen zwei Systemen herum. Die Spielweise des KFV vegetiert zwischen Lawrence und Sedlacek“. 1932 wurde die Kritik freundlicher, als der KFV „mit feinen typisch Wiener Kombinationsfußball“ gegen den französischen Pokalsieger HSC Montpellier ein Freundschaftsspiel gewann.
Ab den 1930er Jahren gab es in Deutschland eine Debatte, ob das britische „WM-System“ (3-2-2-3) oder die „Wiener Schule“ (eine Weiterentwicklung des 2-3-5-Systems) zu bevorzugen sei. KFV-Urgestein Schricker stellte sich auf die Seite der Österreicher, wies auf die „ungeheure propagandistische Wirkung des Offensivfußballs“ hin und nannte neben dem 1. FC Nürnberg, Fürth und dem FC Bayern auch den KFV als Beispiel für eine gelungene Umsetzung des Wiener Spielkonzepts. Letztlich setzte sich aber spätestens in den 1940ern das WM-System als Standard durch. Dass mit Hans Koudela und Preisinger 1940 zwei Österreicher im Kader des KFV standen, änderte daran nichts.
Einen nachhaltigen Gewinn erhielt die KFV-Truppe durch das Engagement des Wieners Sedlacek nicht. Personell war es den Karlsruhern jedoch möglich auf immer stärkere Spieler zurückzugreifen: Erfahrene Kräfte um den türkischen Stürmer Bekir wurden durch neue Talente wie Fritz Müller und Fritz Keller ergänzt. Das zeigte sich auch schon bald in den Ergebnissen: In der Vorrunde der süddeutschen Meisterschaft 1932 lag der KFV auf dem 2. Rang. Doch Abstellungen wichtiger Spieler zu Repräsentativ-Spielen (Länder- und Verbandsspiele), Verletzungspech und sportliche Sperrungen von Leistungsträgern verhinderten größere Erfolge der Schwarz-Roten in dieser Phase. Von der zweiten Hälfte der 1920er Jahre bis zur Machtergreifung durch die Nationalsozialisten 1933, errang der KFV in den badischen bzw. baden-württembergischen Meisterschaften meist den Titel, zumindest aber die Vizemeisterschaft. In den Endrunden um die Süddeutsche Meisterschaft konnte der KFV sich nicht gegen die starken Vereine aus Bayern durchsetzen, die zu dieser Zeit den gesamtdeutschen Fußball dominierten.

### 1933 bis 1945: Gauliga und Nationalsozialismus
| Saison  | Spielklasse                | Platz | Tore   | Punkte |
| ------- | -------------------------- | ----- | ------ | ------ |
| 1933/34 | Gauliga Baden              | 6.    | 23:29  | 18-18  |
| 1934/35 | Gauliga Baden              | 8.    | 23:26  | 14-22  |
| 1935/36 | Gauliga Baden              | 3.    | 43:34  | 20-16  |
| 1936/37 | Gauliga Baden              | 9.    | 25:22  | 13-23  |
| 1937/38 | Bezirksliga Mittelbaden    | 1.    | 123:17 | 45-3   |
| 1938/39 | Gauliga Baden              | 6.    | 31:32  | 16-20  |
| 1939/40 | Gauliga Baden Gruppe Mitte | 5.    | 23:45  | 4-16   |
| 1940/41 | Gauliga Baden              | 9.    | 11:70  | 4-28   |
| 1941/42 | 1. Kreisklasse Karlsruhe   | 6.    | 27:37  | 12-16  |
| 1942/43 | 1. Kreisklasse Karlsruhe   | 1.    | 112:41 | 50-10  |
| 1943/44 | Gauliga Baden Gruppe Mitte | 5.    | 21:31  | 9-13   |
| 1944/45 | Spielbetrieb abgebrochen   |       |        |        |

Eine opportunistische Anpassung an die neue politische Situation fand auch beim KFV statt. Jeder KFV-Vorsitzende, der während des Dritten Reichs an der Spitze der Vereinsführung stand, wurde 1933 oder danach Mitglied der NSDAP und wurde im Entnazifizierungsverfahren als Mitläufer eingestuft.

#### Erklärung vom 9. April 1933
Am Sonntag, den 9. April 1933, waren die an der Süddeutschen Meisterschaftsendrunde beteiligten Vereine in Stuttgart zu einer Tagung zusammengekommen, „um zu der sportlichen Lage Stellung zu nehmen“. Die teilnehmenden Vereine – darunter auch der KFV – unterzeichneten an diesem Tage eine Entschließung, in der sie zum Ausdruck bringen „im Sinne dieser Mitarbeit alle Folgerungen, insbesondere in der Frage der Entfernung der Juden aus den Sportvereinen zu ziehen“. Wer für den KFV an der Tagung teilnahm, ist nicht bekannt. Am gleichen Tag spielte der KFV zuhause in Karlsruhe gegen Union Böckingen (3:2). In der Kicker-Ausgabe vom 11. April 1933 wird die Erklärung abgedruckt und der KFV namentlich als zweiter Verein genannt, der die Resolution unterzeichnete. Auch im Karlsruher Tagblatt findet sich am Montag, den 10. April, in der Beilage „Sport Turnen Spiel“ auf der ersten Seite der Abdruck der Resolution.
Alt-Nationalspieler Julius Hirsch, der einen Tag später, am 10. April von dieser Resolution las, schrieb enttäuscht seinem KFV:

„Ich lese heute im Sportbericht Stuttgart, dass die großen Vereine, darunter auch der KFV, einen Entschluss gefasst haben, dass die Juden aus den Sportvereinen zu entfernen seien. Ich gehöre dem KFV seit dem Jahre 1902 an und habe demselben treu und ehrlich meine schwache Kraft zur Verfügung gestellt.
Leider muss ich nun bewegten Herzens meinem lieben KFV meinen Austritt anzeigen. Nicht unerwähnt möchte ich aber lassen, dass in dem heute so gehassten Prügelkind der deutschen Nation auch anständige Menschen und vielleicht noch viel mehr national denkende und auch durch die ‚Tat bewiesene und durch das Herzblut vergossene’ deutsche Juden gibt. […] Gleichzeitig danke ich der KFV Jugend-Abteilung für die freundliche Einladung der Jugendabteilung und bedauere lebhaft das Amt des Beisitzers im Preisgericht nicht übernehmen zu können. Die Einladung anbei zurück.
Ich befinde mich z.Zt. in einer wirtschaftlich prekären Lage und darf wohl die verehrliche Vereinsleitung bitten, mir den noch schuldigen Beitrag zu erlassen, denn ich habe ja noch nie vom KFV in geldlicher Hinsicht Vorteile gehabt.
Ich zeichne mit sportlichem Gruss
Gez. Julius Hirsch“

Der Brief gehört heute zu den meist zitiertesten Schriftstücken des deutschen Fußballs im Dritten Reich. Der KFV antwortete fast vier Monate später:

„Liebes Mitglied!
Wenn wir Ihre Austrittserklärung bis jetzt noch nicht bestätigt haben, so geschah es deshalb, weil die von den Vereinen in Stuttgart gefasste Entschließung nicht so zu verstehen war, wie Sie sie auffassten. Wir haben immer noch die Richtlinien des Sportkommissars abgewartet, die aber bis heute noch nicht erschienen sind. Unserer Auffassung nach besteht vorerst kein Anlass für Sie, aus dem KFV auszutreten. Wir würden es sehr bedauern, wenn wir Sie als altes und bewährtes Mitglied verlieren würden und bitten Sie daher, Ihre Austrittserklärung als nicht geschehen zu betrachten.
Was die von Ihnen erbetene Bescheinigung betrifft, ist es selbstverständlich unsere oberste Pflicht, diesen Wunsch zu erfüllen. Nun ist in unseren Akten ein Entwurf einer Bescheinigung die wir bereits in Ihrem Besitz wähnten. Da dieser Herr Amtsgerichtsrat Albiez entworfen hat und genannter Herr bis 9. August ds. Js. in Urlaub weilt, wären wir Ihnen für Mitteilung sehr dankbar, ob diese Bescheinigung inzwischen in Ihren Besitz gelangt ist. Wenn nicht, werden wir die Sache sofort Ihrem Wunsche gemäß erledigen.
Mit K.F.V.-Gruß
Der Führer des Vereins:
i A. K. Huber“

Die „Richtlinien“, auf die der KFV verwies, ließen auf sich warten. Am 19. April 1933 veröffentlichten der DFB und die Deutsche Sportbehörde folgende Erklärung: „Der Vorstand des Deutschen Fußball-Bundes und der Vorstand der Deutschen Sport-Behörde halten Angehörige der jüdischen Rasse, ebenso auch Personen, die sich als Mitglieder der marxistischen Bewegung herausgestellt haben, in führenden Stellungen der Landesverbände und Vereine nicht für tragbar. Die Landesverbände und Vereinsvorstände werden aufgefordert, die entsprechenden Maßnahmen, soweit diese nicht bereits getroffen wurden, zu veranlassen.“ Am 23. April 1933 rief der Süddeutsche Fußball- und Leichtathletik-Verband (SFLV) seine Vereine dazu auf, „die vom Vorstand des Deutschen Fußball-Bundes […] erlassenen Bestimmungen bezüglich Angehörigen der jüdischen Rasse bzw. der marxistischen Bewegung (sofort) zur Durchführung zu bringen.“ Relativierend liest sich die „Amtliche Bekanntmachung 4/33“ des badischen Gausportführers Herbert Kraft vom 16. Dezember 1933: „Der Erlaß von Vorschriften über die Aufnahme nichtarischer Mitglieder in anerkannte Turn- und Sportvereine bleibt nach einer Verfügung des Reichsportführers den Fachverbänden und, soweit von diesen keine bindenden Vorschriften ergehen, den einzelnen Vereinen überlassen.“

#### KFV-Vereinssatzungen und der Arierparagraph
Wie andere Sportvereine hatte auch der KFV ab Januar 1935 die Einheitssatzung des Deutschen Reichsausschuß für Leibesübungen (DRL) zu übernehmen, welche die Mitglieder des DRL auf die „leibliche und seelische Erziehung seiner Mitglieder im Geiste des nationalsozialistischen Volksstaates“ verpflichten sollte. Aus nicht bekannten Gründen verzögerte sich die Übernahme der Satzung beim KFV, die zudem auf eine ältere Satzung aus dem Jahr 1933 basierte. Am 27. April 1935 erließ der KFV eine neue Satzung, die bereits zwei Jahre zuvor, am 15. Juli 1933, von der Mitgliederversammlung beschlossen wurde. In einem handschriftlichen Brief versandte Otto Albiez („Vereinsführer“ von 1932 bis 1934) am 29. April, die von Rechtsanwalt Joseph Ruzek (zu dieser Zeit Schriftwart und später „Vereinsführer“) durchgesehene Satzung an den amtierenden Vereinsführer Fritz Langer (Ruzek befand sie für in Ordnung) und mahnte gleichzeitig die Abgabe beim Amtsgericht bis zum Ende des Monats an. Am 19. Juli 1935 wurde die Satzung von der Mitgliederversammlung nochmals bestätigt.
Am 9. August 1935 schrieb der DFB an den KFV mit dem Betreff Einheitssatzungen bereits eine Mahnung: „Von dem Beauftragten des Reichssportführers für den Bezirk Mittelbaden, Herrn Diplom-Sportlehrer Stiefel, erhalte ich die Nachricht, dass auch Ihr Verein noch mit der Vorlage der laut Anordnung des Reichsportführers anzunehmenden Einheitssatzung im Rückstand ist. Ich gebe Ihnen, ohne die bisherige Schlamperei näher zu kritisieren, hiermit letztmals Gelegenheit, die Satzungen innerhalb der nächsten Woche an unsere Gaugeschäftsstelle […] zu senden […]. Es ist mir unerklärlich, wie es jetzt noch Vereine geben kann, die diese doch wirklich einfache und für den Weiterbestand des Vereins notwendige Anordnung des Reichssportführers nicht befolgt haben. Es ist dringend notwendig, dass mit der ewigen Schlamperei endlich aufgeräumt wird.“ Am 26. August 1935 reichte der KFV diese schließlich beim DFB ein. In der noch erhaltenen Satzung geht hervor, dass der KFV wohl keinen zusätzlichen Arierparagraphen einfügte. Als zum 21. Dezember 1938 der Nationalsozialistische Reichsbund für Leibesübungen (NSRL) entsteht, erlässt dieser im März 1940 eine Einheitssatzung, die der KFV wie die übrigen Vereine übernehmen wird (eine Kopie der KFV-Satzung mit dem Wortlaut der Anpassung von 1940 liegt leider nicht vor). Darin heißt es: „Mitglieder können nicht Personen sein, die nicht deutschen oder artverwandten Blutes oder solchen gleichgestellt sind“ (das Zitat stammt aus der allgemeinen Einheitssatzung). KFV-Mitglieder jüdischen Glaubens bzw. mit Eltern jüdischen Glaubens waren zu diesem Zeitpunkt längst bei jüdischen Sportgemeinschaften aktiv (bspw. Nationalspieler Julius Hirsch beim „Turnclub Karlsruhe“).

#### Affäre um den „Deutschen Gruß“ in Nancy
Während einer Weihnachtsreise in Frankreich, auf welcher der KFV jeweils ein Freundschaftsspiel gegen den FC Metz sowie den AS Nancy austrug, wurde darum gebeten auf den „deutschen Gruß“ zu verzichten, da der KFV ansonsten kein Antrittsgeld bekommen würde. Der KFV ließ sich darauf ein, bezog das Antrittsgeld und unterließ den Gruß zu Beginn des Spiels. Die NS-Sportbehörde um Ministerialrat Kraft reagierte unmittelbar nach dem Bekanntwerden des Vorfalls und entzog dem KFV die Erlaubnis, im Ausland Freundschaftsspiele austragen zu dürfen.

#### Sportliches Abschneiden
Der 1933 als neue höchste Spielklasse geschaffenen Gauliga Baden gehörte der KFV von 1933/34 bis 1936/37, 1938/39 bis 1940/41 und in der letzten Saison 1943/44 an. Die Meisterschaft in der Gauliga wurde in keiner Spielzeit gewonnen. In den Jahren zwischen 1932 und 1939 gab es mit Ludwig Damminger, Lorenz Huber und Franz Immig drei Nationalspieler. Von Januar 1944 an verstärkte der Gast-Nationalspieler Ernst Willimowski, der in einer Panzerjägereinheit in Karlsruhe Dienst tat, den Verein. Auch in diesem Zeitraum wurde keine Qualifikation für die Endrunde um die deutsche Meisterschaft erreicht. Im Süddeutschen Pokal wurde 1926 (gegen 1860 München) und 1927 (gegen 1. FC Nürnberg) das Viertelfinale, im Tschammerpokal 1935 (gegen SV Feuerbach) die erste Schlussrunde und 1937 (gegen Fortuna Düsseldorf) die zweite Schlussrunde erreicht.

### 1945 bis 1947: Letzte Jahre der Erstklassigkeit in der Oberliga Süd
| Saison  | Spielklasse  | Platz | Tore   | Punkte |
| ------- | ------------ | ----- | ------ | ------ |
| 1945/46 | Oberliga Süd | 16.   | 33:112 | 13-47  |
| 1946/47 | Oberliga Süd | 19.   | 48:84  | 27-49  |

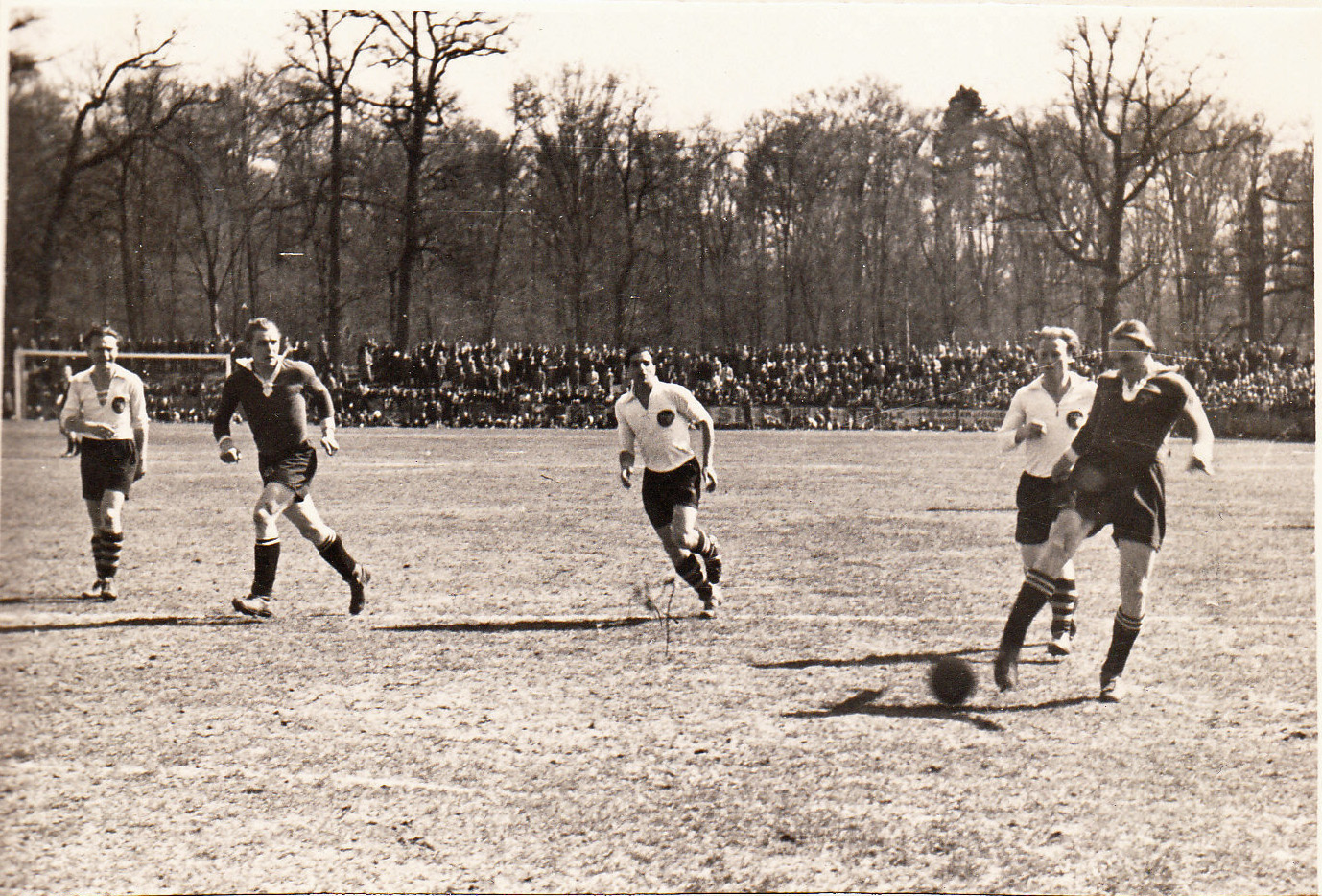
Szene aus dem Spiel des KFV gegen Eintracht Frankfurt.

Am 5. März 1944 trug der KFV sein letztes Pflichtspiel im Deutschen Reich aus. Am 4. April 1945 wurde Karlsruhe von der französischen Armee besetzt und später der amerikanischen Besatzungszone zugeteilt. Schon früh nach Kriegsende begannen Parteien, Verbände und Vereine sich neu zu formieren. Nach der ersten Mitgliederversammlung genehmigte die amerikanische Militärregierung am 20. Dezember 1945 das vorgelegte Gründungsprotokoll des KFV. Nach Kriegsende wurde Max Ransenberg, der im Herbst 1940 aufgrund zweier jüdischer Großeltern als „Mischling 1. Grades“ aus der Wehrmacht entlassen wurde, zum ersten Nachkriegsvorsitzenden des KFV gewählt. Seinem Verhandlungsgeschick war es zu verdanken, dass der KFV in die erstklassige Oberliga Süd eingestuft wurde. Die Herausforderungen, denen Ransenberg gegenüberstand, waren immens: Vereinsareal, Clubhaus und Sportutensilien waren durch Bomben zerstört.
Vom KFV-Stamm waren nur sehr wenige Spieler aus dem Krieg zurückgekehrt, im Gegensatz zum VfB Mühlburg, bei dem wieder etliche Stammspieler mitspielten. Da die nahe Telegraphenkaserne im Krieg Ziel der Luftangriffe war, wurde der KFV-Platz 1944 fast völlig zerstört. Zudem parkte die US Army bis zum 1. Februar 1946 dort Räumfahrzeuge. Als die Oberliga startete, musste der KFV daher beim KSC-Vorläufer FC Phönix im Hardtwald, am Ort des heutigen Wildparkstadions, seine Heimspiele absolvieren und eine entsprechende Platzmiete entrichten. Aufgrund des parallelen Stadionneubaus war eine Investition in Neuzugänge nicht möglich, woraus mittelfristig ein sportlicher Nachteil entstand. In der Oberliga gehörte der KFV zwar nochmals dem Kreis der besten Klubs Süddeutschlands an, war aber sportlich kaum wettbewerbsfähig, sodass der Verein abgeschlagen Letzter wurde. Immerhin konnte der Altmeister Albert Janda (Bruder von Ludwig Janda) von TSV 1860 München, den Freiburger Mittelstürmer Oskar Scherer sowie Johann Herberger gewinnen. Simon „Seppel“ Weber absolvierte von 1945 bis 1956 genau 600 Spiele in der ersten Mannschaft und war Rekordtorschütze der letzten erstklassigen Phase des KFV von 1945 bis 1947. Aufgrund der Aufstockung der Oberliga blieb der KFV noch ein weiteres Jahr in der Oberliga Süd, ehe der Altmeister 1947 als Vorletzter – vor dem Stadtrivalen Phönix – abstieg.

### 1947 bis 1949: Erneuter Abstieg und Bezirksklasse
| Saison  | Spielklasse                 | Platz | Tore  | Punkte |
| ------- | --------------------------- | ----- | ----- | ------ |
| 1947/48 | Landesliga Nordbaden-Süd    | 7.    | 60:45 | 29-23  |
| 1948/49 | Bezirksklasse Nordbaden III | 2.    | 56:28 | 31-17  |

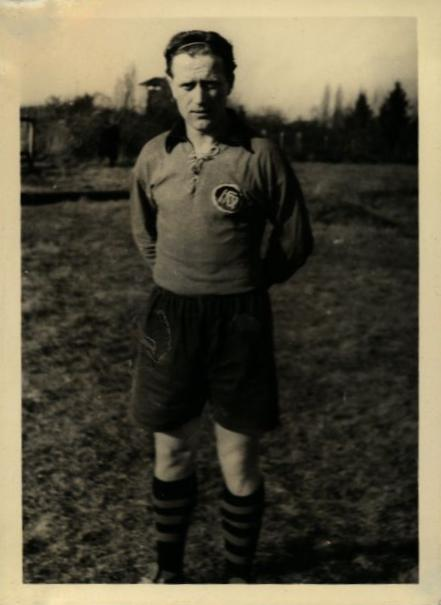
Kurt „Kaddel“ Ehrmann im Trikot des KFV

Nach dem Abstieg aus der erstklassigen Oberliga fand sich der KFV in der Landesliga wieder, da es zu diesem Zeitpunkt noch keine überregionale 2. Liga gab. 15 Spieler des Oberliga-Teams wanderten ab, Leistungsträger Helmut Morlock zog aus beruflichen Gründen nach Offenbach. KFV-Altnationalspieler Max Breunig blieb als Trainer erhalten. Mit dem ebenfalls abgestiegenen FC Phönix Karlsruhe und dem 1. FC Pforzheim spielte der KFV nun in der Landesliga.
Hatte sich der KFV zuvor noch für eine überregionale, zweitklassige Liga eingesetzt, um nach dem absehbaren Abstieg aus der Oberliga sportlich nicht so tief zu fallen, wurden diese Bemühungen dem Altmeister nun zum Verhängnis. Da die Landesliga Nordbaden in der Folgesaison mit der Landesliga Mittelbaden zusammengeschlossen wurde, musste der KFV nach dem Oberligaabstieg unter die ersten sechs Mannschaften kommen, um die Klasse zu halten. Der KFV wurde jedoch nur Siebter und stieg erneut ab. In der Bezirksliga (1948/49) angekommen, erreichte der KFV in der Folgesaison den zweiten Platz, knapp hinter dem FV Daxlanden. Ein positives Ereignis in diesen Monaten war für den Verein die Wiedereröffnung des KFV-Platzes am 29. August 1948. Das Eröffnungsspiel gegen den neuen Lokalmatador VfB Mühlburg ging vor 6.000 Zuschauern mit 1:6 verloren.

### 1949 bis 1951: Wiederaufstieg und Deutscher Vizeamateurmeister 1951
| Saison  | Spielklasse                 | Platz | Tore   | Punkte |
| ------- | --------------------------- | ----- | ------ | ------ |
| 1949/50 | Bezirksklasse Nordbaden III | 1.    | 92:19  | 43-1   |
| 1950/51 | 1. Amateurliga Nordbaden    | 2.    | 103:28 | 46-14  |

Im darauf folgenden Spieljahr 1949/50 konnte der KFV wieder sportliche Erfolge feiern. Mit 92:19 Toren und 43:1 Punkten dominierte der Verein unter Kapitän Erich Benz, einer der letzten verbliebenen Oberliga-Veteranen, die Bezirksliga. Nachdem Ex-KFV-Spieler Trauth („eiserner Hermann“) den KFV wieder nach oben geführt hatte, übernahm mit Karl Striebinger ein dreimaliger deutscher Nationalspieler, der zwei Jahre zuvor als Spieler des VfR Mannheim die erste deutsche Nachkriegsmeisterschaft gewann, das Traineramt. Mit dem Aufstieg in die neu geschaffene 1. Amateurliga Nordbaden war die Mannschaft wieder mit dem Erzrivalen FC Phönix – zumindest in Sachen Ligazugehörigkeit – gleichgezogen. Sportlich ging es auch mit dem prominenten Trainer weiter bergauf: Im August wurde der KFV zusammen mit dem FC Basel zur Einweihung der Sportplatzanlage von CD Santa Clara nach Portugal eingeladen, wo die Schwarz-Roten den Schweizer Vizemeister mit 3:2 schlugen. In der darauf folgenden Ligarunde landete der KFV knapp vor dem FC Phönix auf dem zweiten Rang. Meister und Aufsteiger wurde Feudenheim. Trainer Striebinger blieb nur ein Jahr und wurde vom Sportlehrer Erwin Stumpp abgelöst, der aber wiederum nach kurzer Zeit durch den ehemaligen Spieler Erwin Schneider ersetzt wurde.
Darauf folgte die sich im Sommer anschließende Endrunde um die erstmals ausgetragene Deutsche Amateurmeisterschaft. Innerhalb von 14 Tagen schlug der KFV den FC 08 Villingen (3:2), VfL Sindelfingen (2:0) und den SSV Troisdorf 05 (3:1). Damit stand der KFV im Finale um die deutsche Amateurmeisterschaft, das in einer Doppelveranstaltung im Berliner Olympiastadion als Vorspiel des Finals der Vertragsspieler (1. FC Kaiserslautern – FC Preußen Münster 2:1) ausgetragen wurde. Als Finalgegner wartete mit dem ATSV Bremen 1860 auf die Karlsruher ein Bremer Fußballpionierklub. Vor dem Finale hatte Stürmer Kurt Ehrmann Magenverstimmungen zu beklagen. Erst wenige Minuten vor dem Anstoß entschied sich Trainer Boba Kraft dazu ihn doch einzusetzen. Im Berliner Stadion warteten bereits 70.000 Zuschauer auf die Karlsruher: „Viele Eindrücke stürmten auf die Mannschaft ein. Diese gewaltige herrliche Sportplatzanlage, das warme sonnige Wetter, die gewaltige Zuschauerkulisse, kurzum, das alles waren Momente, die von der Mannschaft selbst überwunden werden mußten“.
Erich Benz bestritt in Berlin sein 1100. Pflichtspiel für den KFV. Der starke Bremer Willi Schröder, der später noch auf 12 A-Länderspiele kommen sollte, schoss früh das 1:0, 20 Minuten später bereits das 2:0 und so gingen beide Teams in die Halbzeitpause. Die Bremer erhöhten auf 3:0. In den letzten 30 Minuten gewann der KFV mehr Spielanteile und verkürzte durch Kittlitz und Ehrmann auf 2:3 aus Sicht des Altmeisters, was den Endstand des Finales bedeutete. DFB-Präsident Peco Bauwens (selbst Ehrenmitglied des KFV) fand tröstende Worte („Ihr habt beide gewonnen“) für die Karlsruher. Für Kurt Ehrmann war der Wettbewerb Ausgangspunkt seiner internationalen Karriere: Er wurde darauf zu einem DFB-Vorbereitungskurs für die Olympischen Spiele 1952 in Helsinki einberufen und bestritt im gleichen Jahr ein A-Länderspiel gegen Luxemburg.

### 1952 bis 1957: Die Jahre in der 2. Liga Süd
| Saison  | Spielklasse              | Platz | Tore  | Punkte |
| ------- | ------------------------ | ----- | ----- | ------ |
| 1951/52 | 1. Amateurliga Nordbaden | 1.    | 76:39 | 44-12  |
| 1952/53 | 2. Liga Süd              | 10.   | 60:45 | 33-35  |
| 1953/54 | 2. Liga Süd              | 5.    | 69:58 | 35-33  |
| 1954/55 | 2. Liga Süd              | 13.   | 56:71 | 30-38  |
| 1955/56 | 2. Liga Süd              | 15.   | 54:63 | 27-41  |
| 1956/57 | 2. Liga Süd              | 17.   | 46:95 | 18-50  |

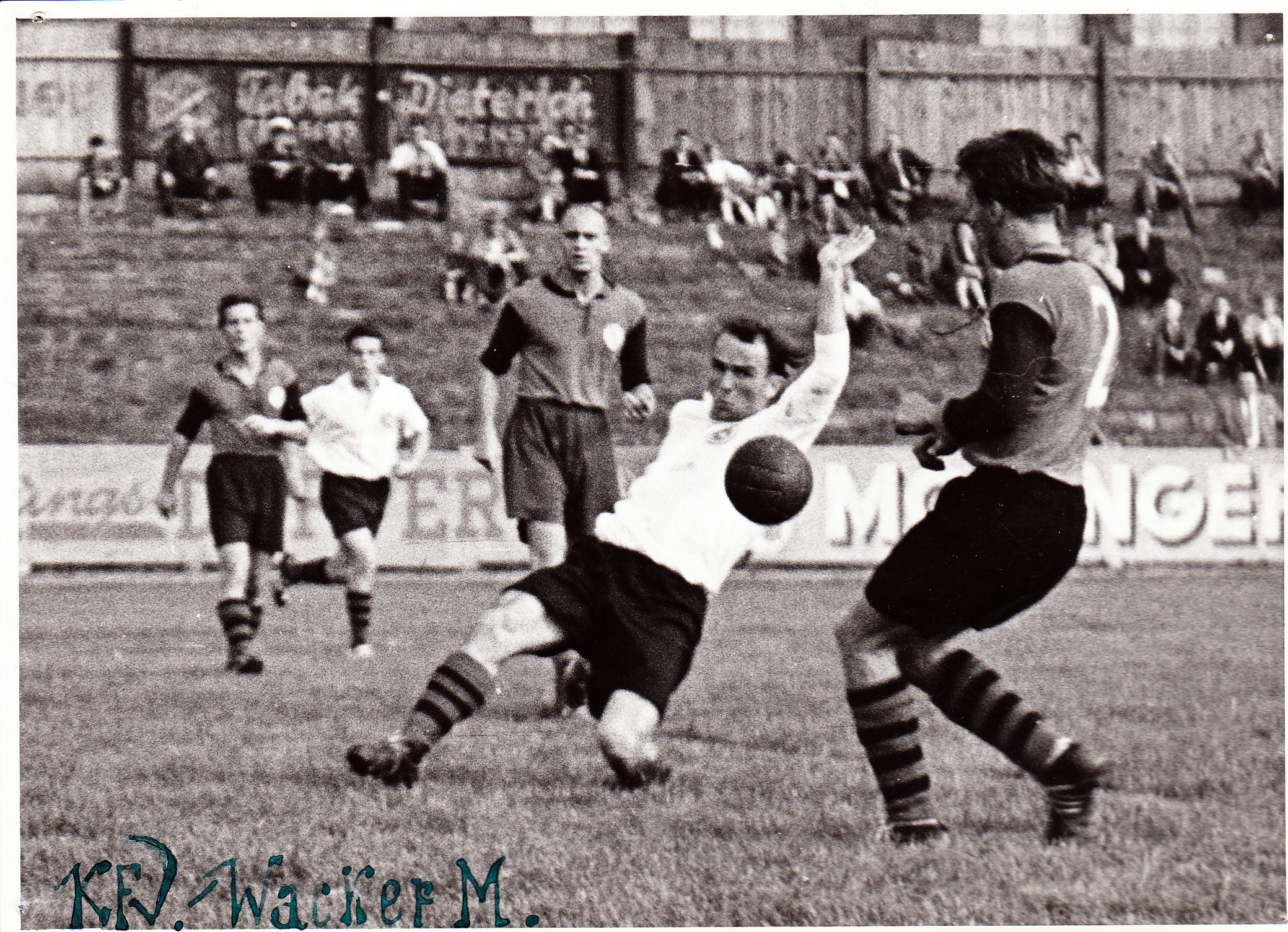
Szene aus dem Spiel KFV gegen Wacker München. In der Mitte der Karlsruher Stürmer Stutz.

In der folgenden Saison 1951/52 gelang dem KFV der Aufstieg in die 2. Liga Süd. Im Aufstiegsjahr kam es dabei zu den letzten beiden Derbys gegen den FC Phönix, der nur auf dem fünften Platz landete und kurze Zeit später mit dem VfB Mühlburg zum Karlsruher SC fusionierte. Ein Kapitel deutscher Fußballderby-Geschichte ging damit zu Ende. Auch dem KFV bot man an, dem neu gegründeten Verein beizutreten, was dieser aber ablehnte, da der Altmeister 1948 erst sein Stadion saniert hatte und zwei Aufstiege in den davorliegenden Jahren zu verzeichnen hatte. So entstand am 16. Oktober 1952 der Karlsruher SC, mit dem der KFV in den folgenden Jahren sowohl sportlich als auch finanziell nicht mehr mithalten konnte. Mit dem wieder hergestellten Selbstbewusstsein stieg der KFV 1952 von der 1. Amateurliga in die 2. Liga Süd auf. Im ersten Spieljahr der 2. Liga Süd schloss er auf dem 10. Platz ab. In den kommenden Jahren gelang es den Karlsruhern die Vertragsspielermannschaft fast komplett zu halten.
1954 zählte der KFV 949 Mitglieder (davon 147 aktiv, 504 passiv, 28 Ehrenmitglieder, 20 Ehrenspielführer und 174 Mitglieder der Siemens-Sportgruppe) und war damit die Nr. 2 der Karlsruher Fußballvereine, hinter dem KSC (ca. 2.000 Mitglieder). In der 2. Liga Süd spielte der KFV meist im unteren Mittelfeld und zeigte seine beste Saisonleistung 1954, mit einem fünften Platz, knapp hinter dem TSV 1860 München. 1956 wurde Torhüter Manfred Eglin von DFB-Trainer Georg Gawliczek zu den Olympischen Sommerspielen in Melbourne berufen. Bereits als A-Junior wurde der KFV-Torwart in das DFB-Team für das FIFA-Jugendturnier 1954 nominiert. Nachdem das Verletzungspech die Schwarz-Roten 1956 heimsuchte, verstärkten sich die Karlsruher vor der Saison 1956/57 nur unzureichend. Nationalspieler Ehrmann wechselte zum 1. FC Pforzheim und der KFV stieg am Saisonende ab.

### 1957 bis 1960: Endgültig im Amateurlager angekommen
| Saison  | Spielklasse              | Platz | Tore  | Punkte |
| ------- | ------------------------ | ----- | ----- | ------ |
| 1957/58 | 1. Amateurliga Nordbaden | 3.    | 79:46 | 37-23  |
| 1958/59 | 1. Amateurliga Nordbaden | 12.   | 47:47 | 27-33  |
| 1959/60 | 1. Amateurliga Nordbaden | 6.    | 58:52 | 30-30  |

Der erhoffte Wiederaufstieg in die 2. Liga glückte nicht. In zu kurzer Zeit hatte der KFV seine Mannschaft umformen müssen. Auch Olympiateilnehmer Manfred Eglin verließ Karlsruhe in Richtung Stuttgarter Kickers. Die sportliche Misere mündete schließlich auch beim KFV in Fusionsgedanken: 1957 bildete der KFV eine Kommission, welche „die Fusionsverhandlungen mit dem FC Frankonia fortsetzen soll“. Auf Seiten des KFV war die Bereitschaft zu einer Fusion gegeben und auch die Stadt wurde in die Gespräche miteinbezogen. Selbst die Fusion mit dem FC 21 Karlsruhe wurde geprüft. Die Überlegungen wurden bereits so konkret, dass die Vereine sich auf einen gemeinsamen Trainer von KFV-Frankonia einigten. Die Gespräche wurden allerdings auf das nachfolgende Jahr verschoben und endeten dann erneut ergebnislos. 1959 übernahm Fritz Ruchay zusammen mit dem ehemaligen Spieler Simon Weber das Traineramt.

### 1961 bis 1975: Dreimaliger badischer Pokalsieger und Fast-Aufstieg in die 2. Liga
| Saison  | Spielklasse              | Platz | Tore  | Punkte |
| ------- | ------------------------ | ----- | ----- | ------ |
| 1960/61 | 1. Amateurliga Nordbaden | 4.    | 53:41 | 34-26  |
| 1961/62 | 1. Amateurliga Nordbaden | 3.    | 66:53 | 35-25  |
| 1962/63 | 1. Amateurliga Nordbaden | 2.    | 54:40 | 34-26  |
| 1963/64 | 1. Amateurliga Nordbaden | 8.    | 51:36 | 30-30  |
| 1964/65 | 1. Amateurliga Nordbaden | 7.    | 66:55 | 33-27  |
| 1965/66 | 1. Amateurliga Nordbaden | 7.    | 58:41 | 34-26  |
| 1966/67 | 1. Amateurliga Nordbaden | 10.   | 45:60 | 28-32  |
| 1967/68 | 1. Amateurliga Nordbaden | 11.   | 50:58 | 25-35  |
| 1968/69 | 1. Amateurliga Nordbaden | 12.   | 41:40 | 25-35  |
| 1969/70 | 1. Amateurliga Nordbaden | 11.   | 56:47 | 29-31  |
| 1970/71 | 1. Amateurliga Nordbaden | 9.    | 52:55 | 31-29  |
| 1971/72 | 1. Amateurliga Nordbaden | 8.    | 44:44 | 32-32  |
| 1972/73 | 1. Amateurliga Nordbaden | 2.    | 63:35 | 46-14  |
| 1973/74 | 1. Amateurliga Nordbaden | 1.    | 69:45 | 38-22  |
| 1974/75 | 1. Amateurliga Nordbaden | 5.    | 58:39 | 35-25  |

Erst 1961 sicherte sich der KFV nach Jahren wieder sportliche Erfolge, als man nach einer strapaziösen Pokalrunde Feudenheim in der Verlängerung mit 2:0 schlug. In der Vorqualifikationsrunde zum DFB-Pokal musste sich der KFV dem Lokalmatadoren KSC mit 1:10 geschlagen geben. Auch in den Jahren 1962 und 1965 wurde der Pokal des Badischen Fußballverbandes gewonnen. Das 70-jährige Jubiläum feierte der KFV 1961 mit Jubiläumsspielen gegen den KSC, Waldhof Mannheim (der für den DDR-Verein BSG Nordhausen eingesprungen war, der keine Einreiseerlaubnis erhielt) und dem AS Nancy. In der Pokalrunde unterlag der KFV erneut der KSC-Vertragsspielermannschaft mit 1:3 vor 5.000 Zuschauern. Ein Höhepunkt der frühen 1960er Jahre war die erste USA-Reise des KFV im Juni/Juli 1963. Die Gegenreise einer Mannschaft aus Pennsylvania erfolgte ein Jahr später. Dabei wurde auch Bruno Baumann nach mehr als 500 Spielen als Ehrenspielführer verabschiedet. Die Fußballmannschaft aus Philadelphia wurde bei einem Besuch in Karlsruhe offiziell im Rathaus empfangen. 1964 übernahm Georg Seeburger das Traineramt. Beim KFV blieb er zwei Jahre. 1967/68 kehrte er noch ein zweites Mal als Trainer zum KFV zurück.
1967 wechselte der KSC-Bundesligaprofi Gustav Witlatschil zum KFV, der wohl den Abstieg des Traditionsvereins aus der Amateurliga verhinderte. Witlatschils KFV-Debüt gegen Mosbach (2:0) wollten 1.000 Zuschauer sehen. Von 1967 bis 1970 verstärkte er in der 1. Amateurliga Nordbaden den Altmeister, um danach mit 35 Jahren in der Karlsruher Nordweststadt, im traditionsreichen Stadion an der Telegrafenkaserne, unweit gelegen von seinem Familienwohnsitz und seiner Schlosserei, seine aktive Spielerlaufbahn zu beenden. 1968 weihte der KFV sein neues Vereinsheim ein, das in den Folgejahrzehnten eine hohe finanzielle Belastung für den Verein darstellen sollte. Der teure Neubau des Vereinsheims stieß zunächst auf Ablehnung. KFV-Funktionär und Stadtrat Günther Rüssel überzeugte die Mitglieder schließlich zum Neubau.
Von 1970 bis 1972 trainierte Bernhard Termath den KFV und blieb darüber hinaus ein aktives Mitglied der AH-Abteilung des Vereins. Zu dieser Zeit gehörte u. a. der junge Roland Vogel zur ersten Elf des KFV. Zum 80. Vereinsjubiläum im Jahr 1971 spielte der KFV zuhause gegen das Bundesligateam von Rot-Weiss Essen, welches der KFV mit 0:3 vor gut 3.000 Zuschauern verlor. In der Amateurliga Nordbaden blieben die Spiele gegen die KSC Amateure, SV Waldhof Mannheim, VfR Mannheim, SV Sandhausen und die beiden Pforzheimer Vereinen die meistbesuchten. Nach der Saison 1973/74 gab es in der badischen Amateurklasse eine Pattsituation: Gleich fünf Vereine standen punktgleich an der Tabellenspitze. Die Konsequenz war eine Entscheidungsrunde, die der KFV souverän mit Siegen gegen den FC Dossenheim, den 1. FC Pforzheim, SV Sandhausen und dem VfB Eppingen für sich entschied.
Trotz der Meisterschaft wurde der KFV durch eine erneute Reform des deutschen Ligasystems weiter in der Amateurliga eingruppiert. Bis 1974 waren fünf Regionalligen als zweithöchste Spielklassen der Unterbau der 1. Bundesliga gewesen. Durch die Ligareform war dem KFV die Chance des Aufstiegs nicht gegeben, denn die Regionalliga wurde 1974 abgeschafft und durch eine zweigleisige 2. Bundesliga ersetzt. Der KFV verblieb in der Amateurliga und war somit nicht in der Lage sportlich zum Karlsruher SC aufzuschließen.

### 1975 bis 1991: Sturz um zwei Klassen und ein Jahrzehnt Landesliga
| Saison  | Spielklasse                     | Platz | Tore  | Punkte |
| ------- | ------------------------------- | ----- | ----- | ------ |
| 1975/76 | 1. Amateurliga Nordbaden        | 16.   | 30:55 | 18-42  |
| 1976/77 | 2. Amateurliga Mittelbaden      | 13.   | 56:70 | 25-43  |
| 1977/78 | Bezirksliga Nordbaden Staffel 6 | 2.    | 58:35 | 40-20  |
| 1978/79 | Bezirksliga Nordbaden Staffel 6 | 13.   | 30:48 | 23-33  |
| 1979/80 | Bezirksliga Nordbaden Staffel 6 | 2.    | 50:27 | 43-19  |
| 1980/81 | Bezirksliga Nordbaden Staffel 6 | 1.    | 68:20 | 50-10  |
| 1981/82 | Landesliga Nordbaden Staffel 3  | 4.    | 50:36 | 36-24  |
| 1982/83 | Landesliga Nordbaden Staffel 3  | 3.    | 49:35 | 35-25  |
| 1983/84 | Landesliga Nordbaden Staffel 3  | 8.    | 45:39 | 32-28  |
| 1984/85 | Landesliga Nordbaden Staffel 3  | 6.    | 63:56 | 31-29  |
| 1985/86 | Landesliga Nordbaden Staffel 3  | 2.    | 48:19 | 42-18  |
| 1986/87 | Landesliga Nordbaden Staffel 3  | 3.    | 38:28 | 35-25  |
| 1987/88 | Landesliga Nordbaden Staffel 3  | 3.    | 43:31 | 36-24  |
| 1988/89 | Landesliga Nordbaden Staffel 3  | 6.    | 57:42 | 30-30  |
| 1989/90 | Landesliga Nordbaden Staffel 3  | 2.    | 68:32 | 44-16  |
| 1990/91 | Landesliga Nordbaden Staffel 3  | 1.    | 46:30 | 40-20  |

1976 stieg der KFV überraschend ab. 14 Stammspieler verließen daraufhin den Verein, nachdem dieser die Prämienforderungen einiger Meisterspieler nicht erfüllen konnte. Nur vier Stammspieler blieben dem Verein treu. Das Durchschnittsalter der ersten Mannschaft sank zunächst auf ca. 20 Jahre. Am 23. Juli 1978 unterlag der KFV in einem Gastspiel von Borussia Mönchengladbach die u. a. mit Heynckes, Kleff, Simonson, Köppel, Schäfer, Vogts, Veh, Ringels und Del’Haye antraten, vor 4.000 Zuschauern im KFV-Stadion mit 0:3. Rolf Kahn übernahm 1978/79 das Traineramt bei den Schwarz-Roten an der Hertzstraße. Im Saisonfinale des Abstiegskampfs war Kahn noch einmal als Spieler in der Partie in Flehingen (1:1) selbst am Ball. Durch den Punktgewinn gelang dem KFV der Klassenerhalt. Trotz der Abstiegskämpfe resignierte der „karlsruherischste aller Karlsruher Vereine“ (so der damalige Oberbürgermeister Dullenkopf) nicht.
Nach vier Jahren in der Bezirksliga (1977/78 noch die fünfthöchste Spielklasse, ab 1978/79 die sechsthöchste Spielklasse Deutschlands) gelang es dem KFV 1980/81 u. a. mit Hans Gawliczek, dem Sohn von Georg Gawliczek – zum 90-jährigen Vereinsjubiläum – in die Landesliga aufzusteigen. Im Jahr zuvor scheiterte der KFV am Aufstieg durch eine Niederlage gegen die SpVgg Oberhausen nach Verlängerung (1:2) in der Relegation. Doch auch im Aufstiegsjahr musste gezittert werden, da der letzte Saisongegner – der SV Blankenloch – Einspruch gegen das Spiel am letzten Spieltag einlegte (4:1 für den KFV), aufgrund eines vermeintlichen Regelverstoßes des Schiedsrichters. Der Einspruch wurde jedoch abgewiesen. Im Jahr 1980 gab der Verein insgesamt 157.000 DM aus. In den Jubiläumsspielen 1981 gegen die Bundesligamannschaften des VfB Stuttgart (0:12) und des Karlsruher SC (2:12) unterlag der KFV hoch. In der Partie gegen den KSC erzielte Joachim Löw drei Tore. 15.000 Mark zuzüglich Mehrwertsteuer, Lunchpakete für die Bundesligaprofis und Stehempfang war dem KFV das Gastspiel der Schwaben wert. Abermals stand die Ausgabenpolitik des Initiators und inoffiziellen KFV-Chef Günther Rüssel („Wir müssen beweisen, den KFV gibt es noch“) in der Kritik. Von den Zuschauergeldern vereinnahmte der KFV nicht einmal die Hälfte.

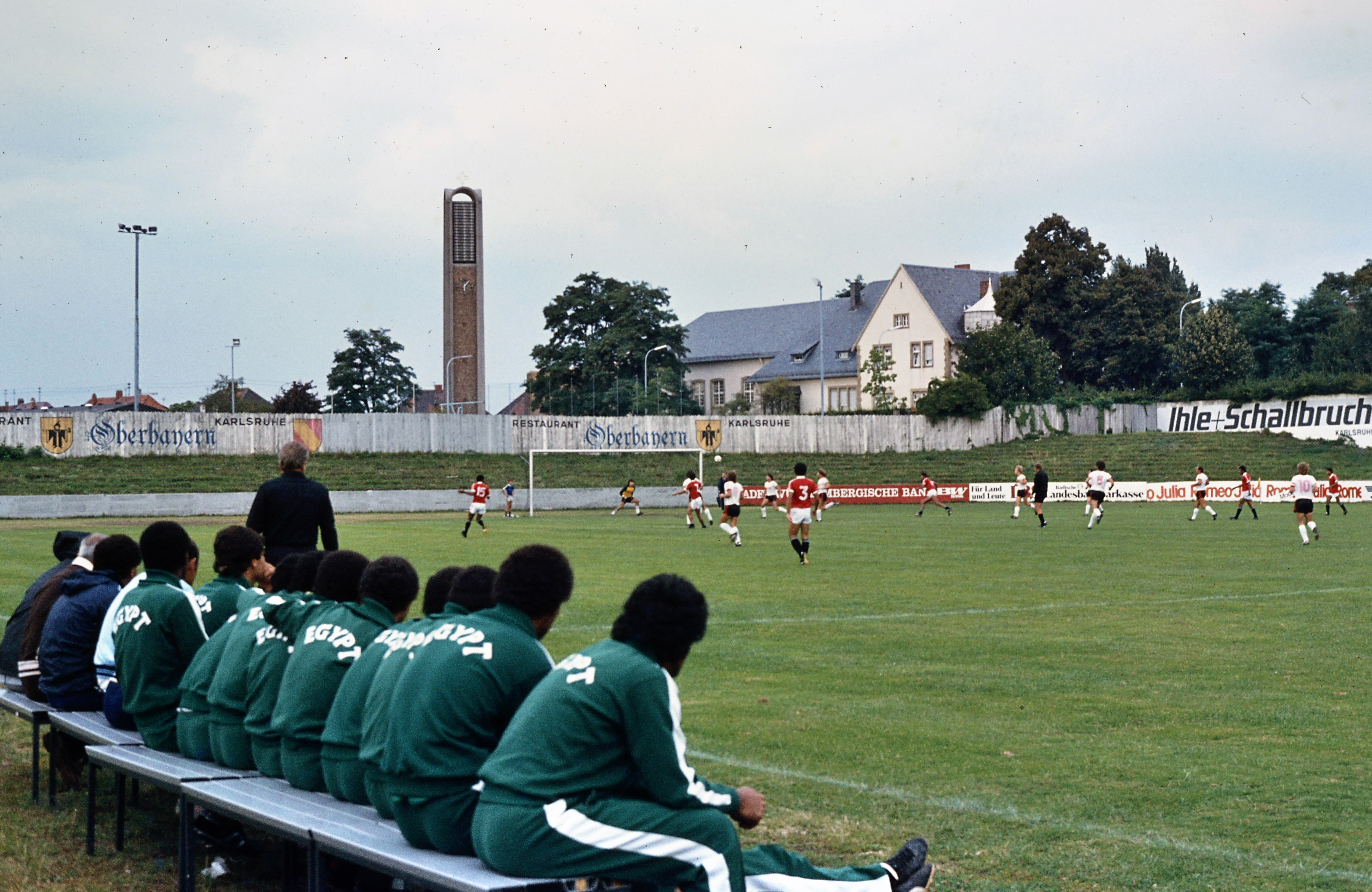
Gastspiel der Ägyptischen Fußballnationalmannschaft beim KFV

In der nachfolgenden Landesligasaison wurde der KFV Vierter, trotz der Sturmschwäche der Mannschaft. Auch im kommenden Jahr schoss der KFV nur 49 Tore und verbesserte sich um einen Tabellenplatz. Eine echte Fußballrarität bescherte dem KFV die ägyptische Nationalelf, deren junge Mannschaft mit 4:1 bei einem Gastspiel in Karlsruhe gewann. Hugo Rastetter trainierte den KFV in der Saison 1984/85. Zudem hütete Rainer Paul, Sohn des KSC-Bundesligakeepers Manfred Paul, das Tor. Nach einem enttäuschenden 8. Platz konnte sich der KFV 1985 trotz einer aufwendigen Vorbereitung nur leicht verbessern und landete auf dem sechsten Rang. Trainer Cornelius Rastetter warf mitten in der Saison das Handtuch, sodass kurzfristig Ersatz gefunden werden musste. Im Kreispokal mussten sich die Schwarz-Roten dagegen erst im Endspiel dem FC Germania Friedrichstal (0:1) geschlagen geben. Saftig wurde es im BFV-Pokal. Gegen den frischgebackenen Meister der Oberliga Baden-Württemberg, SV Sandhausen, wurde mit 0:13 verloren. Auch ein Gastspiel von Hota Bavaria New York endete mit einer Niederlage.
Ein Jahr später ging der KFV abermals auf Verjüngungskur: 20,6 Jahre betrug das Durchschnittsalter der Mannschaft ohne die drei ältesten Spieler miteingerechnet. Sieben A-Jugendspieler rückten nach. Stefan Sternkopf, der Bruder des ehemaligen KSC- und FC-Bayern-Spielers Michael Sternkopf, kam aus der eigenen Jugend hinzu. Der KFV verpasste knapp die Meisterschaft und damit den Aufstieg. Im Sommer 1989 verließen 25 Spieler der 1. und 2. Mannschaft den Verein, da sich der KFV keine lukrativen Auflaufgelder mehr leisten konnte. „Der KFV muss auf Sparflamme kochen“ hieß es dazu im Lokalblatt BNN. Wie so oft hatte der KFV seinen schon gut bezahlten Spielern noch einmal mehr Geld geboten, konnte es sich aber am Ende nicht leisten. Obwohl als Abstiegskandidat gehandelt, überraschten die Karlsruher als Vizemeister. Trainer Rolf Müller resümierte dazu: „Nach einer beispiellosen Gesundschrumpfung haben die Spieler an der Hertzstraße die Ärmel hochgekrempelt, trainiert und diszipliniert auch teilweise begeisternden Fußball gespielt“. Im Mai 1989 verlor die Profimannschaft des KSC gegen den KFV, der bisher letzte Sieg der Schwarz-Roten im Stadtderby.
Zum Jubiläumsjahr 1990/91 schaffte der KFV den Aufstieg in die Verbandsliga. Mit einem 2:0 gegen die GU Pforzheim sicherten sich die Schwarz-Roten am 30. Spieltag die Meisterschaft. Zum ersten Mal seit 1976/77 (damals in der 2. Amateurliga Mittelbaden) war der KFV damit wieder viertklassig. Am 1. Mai 1991 gastierte Dinamo Zagreb beim KFV. Vor rund 2.000 Zuschauern gewannen die Kroaten mit 5:1. Nationalspieler Mladen Mladenović, der auch bei der EM 1996 für Kroatien auflaufen sollte, brachte Dinamo zweimal in Führung, ehe Cupać und zweimal Laya alles klar machten. Aus Anlass des 100-jährigen Vereinsjubiläums gab es am 19. Juli 1991 zwei Freundschaftsspiele im Wildparkstadion. Zuerst spielte der KFV gegen die KSC-Amateure und danach der Karlsruher SC gegen den FC Bayern München.

### 1991 bis 2004: Landesliga und Verbandsliga im Wechselspiel; Sturz in die B-Klasse
| Saison  | Spielklasse                       | Platz      | Tore   | Punkte |
| ------- | --------------------------------- | ---------- | ------ | ------ |
| 1991/92 | Verbandsliga Nordbaden            | 6.         | 41:32  | 32-28  |
| 1992/93 | Verbandsliga Nordbaden            | 13.        | 41:52  | 24-36  |
| 1993/94 | Landesliga Nordbaden Staffel 3    | 2.         | 74:47  | 41-23  |
| 1994/95 | Verbandsliga Nordbaden            | 14.        | 31:63  | 15-41  |
| 1995/96 | Landesliga Nordbaden Staffel 3    | 4.         | 58:42  | 54     |
| 1996/97 | Landesliga Nordbaden Staffel 3    | 11.        | 63:67  | 46     |
| 1997/98 | Landesliga Nordbaden Staffel 3    | 13.        | 60:59  | 40     |
| 1998/99 | Bezirksliga Karlsruhe Staffel 1   | 1.         | 74:29  | 66     |
| 1999/00 | Landesliga Nordbaden Staffel 3    | 16.        | 31:72  | 25     |
| 2000/01 | Bezirksliga Karlsruhe Staffel 1   | 2.         | 82:43  | 63     |
| 2001/02 | Bezirksliga Karlsruhe Staffel 1   | zurückgez. |        |        |
| 2002/03 | Kreisklasse A Karlsruhe Staffel 1 | 15.        | 42:107 | 15     |
| 2003/04 | Kreisklasse A Karlsruhe Staffel 1 | 13.        | 60:105 | 31     |
| 2004/05 | Kreisklasse B Karlsruhe Staffel 1 | zurückgez. |        |        |

1994 übernahm Ex-KSC-Bundesligaprofi Rudi Wimmer das Traineramt beim KFV. Es folgten sofortiger Wiederaufstieg und sofortiger Wiederabstieg zur Saison 1994/95. In diesen Jahren verfolgten rund 180 Zuschauer regelmäßig die Spiele des KFV an der Hertzstraße. Der junge Adnan Masić spielte 1994 beim Altmeister. In den folgenden drei Jahren spielte der KFV in der Landesliga, bis nach einer schlechten Saisonleistung das Abstiegs-Relegationsspiel zur Bezirksliga verloren wurde (1999/2000), um danach den Weg in die Bezirksliga anzutreten. Dem Abstieg folgte die bisher letzte sportliche Meisterschaft des KFV und damit der Wiederaufstieg in die Landesliga, dem der erneute Abstieg in die Bezirksliga folgte.
Parallel zum sportlichen Niedergang wurde die finanzielle Lage immer prekärer. Durch eine Umschuldung wurden dem Verein von einer seiner Banken teilweise Schulden erlassen, doch im Jahre 1999 machte der KFV schon einen Verlust von 33.000 DM. Das Benefizspiel zwischen dem KSC und dem VfB Stuttgart (1:2) auf dem Platz des KFV zugunsten der Schwarz-Roten zog immerhin 3.000 Zuschauer an. Nach einer passablen Saison, zog der KFV 2001/2002 seine Reservemannschaft zurück. KFV-Trainer Riedle legte „mangels Perspektiven“ sein Traineramt nieder. Der KFV war inzwischen nicht gerade das Lieblingskind des Fußballverbandes. Schiedsrichter waren angeekelt vom Zustand der Umkleidekabinen und schworen niemals wieder ein KFV-Spiel pfeifen zu wollen. 2001 war der Schuldenstand inzwischen auf mehr als eine halbe Million Mark angewachsen. Die Stadtwerke stellten kurzzeitig gar den Strom ab. Der KFV konnte sich nicht dazu durchringen, die sportlichen Ambitionen zurückzuschrauben. 2001 besaß fast die Hälfte des Kaders weiterhin einen Vertragsamateur-Status, was bedeutete, dass der Klub jedem dieser Spieler mindestens 200 Mark im Monat zahlen musste.
2002 meldete der KFV aus Personalmangel seine Jugendteams ab, sowie ein wenig später seine erste Mannschaft (nach einem 0:8 gegen FSSV Karlsruhe). Der Rückzug war nicht effektiv und brachte nicht den erhofften Neuaufschwung, denn auch in der darauf anschließenden Saison hatte der KFV nach acht Spielen nur einen Zähler auf dem Punktekonto. 2001 übernahm Gunter Dietrich das Training, der vor der Wende beim DDR-Drittligisten Stahl Freital als Spieler und Trainer seine Sporen verdiente. In der darauffolgenden Saison stieg der KFV in der Kreisliga A ab. Die Saison 2003/04 sollte die Letzte vor dem zwischenzeitlichen Aus sein. Das Spieljahr 2004/05 lief für den KFV zwar noch an, aber schon im Herbst wurde der Spielbetrieb eingestellt, da die Abgaben an den Fußballverband nicht mehr finanzierbar waren.

### 2004 bis 2006: Die größte Zäsur der Vereinsgeschichte – Zahlungsunfähigkeit und Heimatverlust
Am 14. Juli 2004 wurde ein Insolvenzverwalter bestellt. Im Herbst 2004 war der KFV nicht mehr in der Lage, die Verbandsabgaben zu bezahlen und wurde daraufhin vom Badischen Fußballverband vom Spielbetrieb ausgeschlossen. Der Verein hatte über die Jahrzehnte hinweg 280.000 Euro Schulden angehäuft. Das Erbbaurecht am Gelände des Vereins fiel an die Stadt Karlsruhe zurück, die einen Teil davon an einen Investor verkaufte, den Fußballplatz umbauen ließ und an den benachbarten Verein FC West verpachtete. Die Tennisabteilung des KFV machte sich 2005 mit dem ehemaligen KFV-Vorsitzenden Wolf-D. Koller (1984–1986) als Tennisclub West selbstständig und blieb auf dem alten Vereinsgelände. Siegfried Schneider, Vereinsvorsitzender von 1992 bis 2000, trat zurück und verließ den Verein, als man ihm die finanzielle Misere anlastete. Der Alt-Vorsitzende Peter Weingärtner (1986–1992) wechselte zum ASV Durlach und wurde dort sportlicher Leiter. Günther Rüssel, seit 1947 KFV-Mitglied, von 1965 bis 2006 für die CDU im Karlsruher Gemeinderat und einer der wichtigsten Figuren im Verein fiel durch eine Affäre in Ungnade. Als Aufsichtsratschef der Karlsruher Wohnbaugesellschaft „Familienheim“ soll er Sitzungsgelder und Spesen nicht korrekt abgerechnet haben. Streitigkeiten und Verwerfungen unter den Mitgliedern sowie die Führungsschwäche des Vereins führten den Altmeister in chaotische Zustände, sodass man in der Öffentlichkeit fälschlicherweise sogar annahm, der Verein würde nicht mehr existieren.

### Seit 2007: Der Neuanfang
| Saison  | Spielklasse                       | Platz | Tore   | Punkte |
| ------- | --------------------------------- | ----- | ------ | ------ |
| 2007/08 | Kreisklasse C Karlsruhe Staffel 1 | 9.    | 50:60  | 32     |
| 2008/09 | Kreisklasse C Karlsruhe Staffel 1 | 13.   | 27:115 | 5      |
| 2009/10 | Kreisklasse C Karlsruhe Staffel 1 | 10.   | 49:79  | 22     |
| 2010/11 | Kreisklasse C Karlsruhe Staffel 1 | 15.   | 23:127 | 7      |
| 2011/12 | Kreisklasse C Karlsruhe Staffel 1 | 15.   | 24:94  | 9      |
| 2012/13 | Kreisklasse C Karlsruhe Staffel 1 | 10.   | 36:88  | 18     |
| 2013/14 | Kreisklasse C Karlsruhe Staffel 1 | 9.    | 20:53  | 17     |
| 2014/15 | Kreisklasse C Karlsruhe Staffel 1 | 11.   | 32:67  | 16     |
| 2015/16 | Kreisklasse C Karlsruhe Staffel 1 | 14.   | 31:118 | 12     |
| 2016/17 | Kreisklasse C Karlsruhe Staffel 1 | 15.   | 39:104 | 17     |
| 2017/18 | Kreisklasse C Karlsruhe Staffel 1 | 2.    | 84:25  | 70     |
| 2018/19 | Kreisklasse B Karlsruhe Staffel 2 | 11.   | 77:74  | 37     |
| 2019/20 | Kreisklasse B Karlsruhe Staffel 2 | 4.    | 48:36  | 31     |
| 2020/21 | Kreisklasse B Karlsruhe Staffel 2 | 9.    | 21:18  | 11     |
| 2021/22 | Kreisklasse B Karlsruhe Staffel 1 | 6.    | 65:61  | 43     |
| 2022/23 | Kreisklasse B Karlsruhe Staffel 2 | 9.    | 61:55  | 40     |
| 2023/24 | Kreisklasse B Karlsruhe Staffel 2 | 4.    | 75:47  | 57     |
| 2024/25 | Kreisklasse B Karlsruhe Staffel 2 | 3.    | 47:46  | 55     |

Für drei Jahre verschwand der KFV von der Fußballlandkarte Deutschlands, wurde aber zu keiner Zeit aus dem Vereinsregister gelöscht. Schon kurze Zeit nach dem Ausschluss vom Spielbetrieb 2004 entschlossen sich ein ehemaliger Spieler und ein früherer Jugendtrainer, den KFV wieder zu beleben. Im Sommer 2007 nahm der Verein schließlich den Spielbetrieb in der Karlsruher Kreisklasse C Staffel 3 wieder auf. Die Mannschaft trainierte und spielte auf dem Platz des Gehörlosen SV im Stadtteil Daxlanden. Zur Rückrunde hatte Jürgen Rheinländer als neuer Trainer die Fäden in der Hand und erreichte nach einer enttäuschenden Hinrunde acht Siege.
Im Juni 2010 wurde der langjährige (Jugend-)Trainer und sportliche Leiter Wolfgang Albert zum ersten Vorsitzenden gewählt, verstarb nach einem Monat im Amt jedoch unerwartet. 2010 schloss sich der damalige Torhüter Pietro Lombardi dem Verein an. Ab 2012 wurde für drei Jahre eine zweite Mannschaft gebildet. Im Februar 2011 wurde Michael Obert bei der Jahreshauptversammlung als 1. Vorsitzender der Schwarz-Roten gewählt, nachdem er schon nach Alberts Tod interimsmäßig übernahm.
2013 initiierte der Verein einen „Fußballtraditionstag“ in Karlsruhe, bei dem ein sogenannter Fußball-Pilgerstein am Engländerplatz, dem historischen Spielort des Altmeisters, aufgestellt wurde. Im Rahmen der Veranstaltung waren Exponate der Ausstellung „Kicker, Kämpfer und Legenden“ des Centrum Judaicum Berlin in der Karlsruher Mensa Moltke zu sehen. Im Juni 2013 wurde ein Teilstück des Karlsruher Wegs in Julius Hirsch-Straße und eine Freifläche nördlich davon an der Ecke Berliner Straße in Gottfried-Fuchs-Platz benannt. Etliche Gäste – darunter der ehemalige DFB-Präsident Zwanziger und Mitglieder der beiden Familien Fuchs und Hirsch – nahmen an der Straßeneinweihung und an der anschließenden Eröffnung einer dauerhaften KFV-Bilderausstellung im anliegenden „Haus Karlsruher Weg“ teil.
In der Kreisklasse C verzeichnete der Verein bis zur Saison 2016/17 keine sportlichen Erfolge. 2017/18 stieg der KFV mit dem Trainergespann Dirk Hauri und Detlef Strebel in die Kreisklasse B von Karlsruhe auf. Von 2017 bis 2022 bestand erstmals eine Frauenfußballabteilung, die vom früheren Ex-Bundesligaprofi Wilfried Trenkel trainiert wurde. Seit 2018/19 bilden die Herren wieder eine zweite Mannschaft und seit 2024 gibt es wieder eine Jugendabteilung.

## Weitere Abteilungen

### Aktive Abteilungen

#### Alte Herren
Die AH-Abteilung bestritt das erste Fußballspiel am 11. November 1906 gegen Germania Beiertheim. Nach dem Zweiten Weltkrieg wurde die Abteilung 1948 neu gegründet und bestand bis 2004. Seit 2013 bestreitet die AH-Mannschaft wieder vereinzelt Spiele. Es wurde in der langen Geschichte des Vereins gegen viele nationale und internationale Mannschaften gespielt.

#### Jugend (Fußball)
Es gab bereits 1892/93 eine erste Juniorenmannschaft und 1905 spielte eine Schülermannschaft gegen den Straßburger FV. Von 1951 bis 1991 war der KFV mehrmals Ausrichter der „Walter Bensemann und Dr. Ivo Schricker Junioren-Gedächtnisspiele“, wobei man diese einmalig im Jahr 1991 gewann. Im DFB-Jugend-Kicker-Pokal 1992/93 erreichte der KFV das Halbfinale. Aus der Jugend stammten u. a. Helmut Hermann, Alexander Göhring, Arnold Dybek, Angelo Accursio, Raphael Krauss, Stefan Sternkopf (Bruder von Michael Sternkopf) und Viktor Göhring. 2002 wurde die letzte Jugendmannschaft vom Spielbetrieb zurückgezogen. Seit 2024 wird in einer Spielgemeinschaft mit dem Fußballverein Grünwinkel wieder eine Jugendabteilung aufgebaut.

### Ehemalige Abteilungen

#### Frauenfußball
Mit Beginn der Saison 2017/18 startete eine Mannschaft in der Landesliga Baden. Mangels eigener Spielstätte spielte und trainierte die Frauenmannschaft anfangs auf dem Platz der DJK Durlach, danach auf dem Platz des FV Grünwinkel. Als Trainer der neugegründeten Frauenmannschaft wurde der frühere Bundesliga-Profi Wilfried Trenkel verpflichtet. Die Mannschaft wurde im ersten Jahr ihres Bestehens Landesligameister (Aufstieg in die Verbandsliga) und zur Saison 2022/23 wegen zu wenig aktiver Spielerinnen vom Spielbetrieb zurückgezogen.

#### Futsal
In den Jahren 2007 bis 2010 bestand eine eigene Futsal-Abteilung, die sich zuvor aus der Freizeitmannschaft FC Portugues Karlsruhe formierte. Die Mannschaft nahm an der badischen Futsalliga teil. 2010 wurde die Zusammenarbeit wieder beendet.

#### Tennis
Das genaue Gründungsdatum der Tennisabteilung ist nicht bekannt. Seit spätestens 1906 gab es Tennisplätze auf dem Sportgelände, die nach dem Ersten Weltkrieg 1919 wieder hergestellt und 1944 erneut zerstört wurden. In den 1920er und 1930er Jahren gab es neben den Vereinsmeisterschaften auch Wettspiele gegen auswärtige Mannschaften. Der Spielbetrieb wurde Ende 1939 eingestellt. 1971 kam es durch die Initiative von Peter Pflästerer zur Wiedergründung der Tennisabteilung und am 10. Juni 1972 wurde die neue Tennisanlage eingeweiht. Der KFV nahm mit drei Mannschaften an den Verbandsspielen des Badischen Tennisverbandes teil. Dies hat sich bis 1989 auf 10 Mannschaften erhöht. Die Tennisabteilung wurde 2004 als TC Karlsruhe-West eigenständig.

#### Leichtathletik
Der KFV nahm ab 1905 leichtathletische Übungen als wertvolle Ergänzung zum Fußballspiel in sein Programm auf. Gute Fußballer erwiesen sich oft als überdurchschnittliche Leichtathleten, wie z. B. der legendäre Max Breunig. Am 17. Juni 1906 war auf dem KFV-Platz Premiere des ersten Sportfestes, der sogenannten Internationalen Olympischen Spiele. Deren Leitung hatte Eugen Seybold (* 1880 in Karlsruhe, + 18. Dezember 1943 in München), späterer Herausgeber der Münchener Zeitschrift Fußball (1911-43) und von 1932-39 1. Vorstand des FC Wacker München. Die Großherzogliche Familie, die dem KFV sehr nahe stand, stiftete die Pokale für einige Wettbewerbe. 1912 schlossen sich unter Führung des Oberstleutnant a. D. von Freydorf Offiziere des Leibgrenadier-Regiments als Unterabteilung dem KFV an.
Einer der herausragenden Teilnehmer des ersten Sportfestes war der Ungar István Somodi (AC Budapest), der gleich dreimal erfolgreich war. Im Weitsprung mit Anlauf (6,58 m), aus dem Stand (2,98 m) sowie im Hochsprung (1,58 m). Das Sportfest übte eine große Anziehungskraft auf die erfolgreichen Sportler im ganzen Reich und auch auf etliche Ausländer aus. Der wirtschaftliche Erfolg blieb indessen aus, weil die Gunst des Publikums dem Fußball gehörte.
Anlässlich des zweiten KFV-Sportfestes am 15. September 1907 wurden erneut Ehrenpreise und Pokale gestiftet. Ein Jubiläumspokal des Großherzogs von Baden für die 400-Meter-Staffel, ein Pokal des Erbgroßherzogs von Baden für den Dreisprung, ein Ehrenpreis der Stadt Karlsruhe für den 1500-Meter-Lauf und ein Ehrenpreis der Damen des KFV für den Sieger des 100-Meter-Laufs. Zu den Teilnehmern zählte Lucien Uettwiller (FC Mülhausen), der später einen französischen Diskusrekord (36,03 m) aufstellen sollte. Bei den Olympischen Spielen 1908 in London startete er in sechs Disziplinen. Damals war er Mitglied eines Vereins in Danzig, wo er als Elsässer zum deutschen Militärdienst einberufen wurde.
Das dritte KFV-Sportfest entwickelte sich so stark, dass das umfangreiche Programm erst am Sonntag, 14. Juni 1908 kurz vor Dunkelheit abgeschlossen wurde. Athleten aus Bern, München, Köln und Stuttgart waren am Start erschienen. Der Olympiasieger Julius Wagner (TB Reutlingen) gewann im Speerwurf (47,98 m), im Kugelstoßen (12,10 m) und im 110-Meter-Hürdenlauf (17,2 s). Wagner war der erste deutsche Speerwerfer, der die 50-Meter-Marke übertraf (52,50 m – 1907). Er lebte als Journalist und Verlagsbuchhändler (u. a. Herausgeber der Standardwerke der Olympischen Spiele) in Bern. 1907 erhielt er die schweizerische Staatsbürgerschaft, wodurch er mehrfacher Landesmeister und Rekordhalter wurde. 1912 war er Gründungsmitglied des Eidgenössischen Olympia Comité. 1912–1915 war er außerdem Präsident des Schweizer Fußballverbandes.
Eine große Anzeige im Karlsruher Tagblatt wies auf die vierten Internationalen Olympischen Spiele, am 1. August 1909, hin. 38 Vereine schickten 110 Teilnehmer an den Start. Den Speer schleuderte Julius Wagner (TB Reutlingen) auf 54,10 m – das war deutscher Rekord. Eintrittspreise: Auf der Tribüne (dem sogenannten „Starenkasten“) zahlte man 1,50 M, für den Sitzplatz 1,00 M und auf dem Stehplatz 50 Pfennige.
Beim fünften KFV-Sportfest 1910 gab es Ärger mit dem Verband, weil dies am selben Tag (10. Juli) veranstaltet wurde wie das Sportfest in München. Dieses war jedoch vier Wochen früher von der Zentrale genehmigt worden. 149 Sportler aus 62 Vereinen hatten gemeldet. In sämtlichen Wettbewerben wurden Ehrenpreise vergeben, die von Behörden oder Firmen gestiftet wurden. Der Protektor der Spiele – seine Großherzogliche Hoheit Prinz Max von Baden, der die Kämpfe mit verfolgte, stiftete den Ehrenpreis für die 1500-Meter-Staffel. Die KFV-Damen zeichneten den Sieger im Hürdenlauf aus. Die Preisverleihung nahm Oberbürgermeister Karl Siegrist vor. Hervorzuheben ist der 1500-Meter-Sieger (4:22 min) James Lightbody, berühmter 4-facher amerikanischer Olympiasieger, der für den Berliner Sport-Club an den Start ging. Lightbody lebte eine Zeitlang als Mitglied der amerikanischen Botschaft in Berlin. 1910 und 1911 wurde er über die 800 Meter als auch über die 1500 Meter Deutscher Meister.
In der Fußball-Metropole fand Leichtathletik leider wenig Interesse, zum sechsten KFV-Sportfest am 9. Juli 1911, mit 149 Teilnehmern kamen lediglich 500 Zuschauer. Die sensationellen 100-Meter-Zeiten wurden durch zu starken Rückenwind begünstigt. Für den Sieger Emil Ketterer (1860 München) stoppte die Uhr bei 10,5 Sekunden (als deutscher Rekord folgerichtig nicht anerkannt). Ab diesem Jahr kamen Schülerwettkämpfe dazu, die Teilnahme dafür wurde vom Badischen Ministerium für Kultus und Unterricht gestattet.
Zur siebten Auflage des KFV-Sportfestes am 30. Juli 1912 traten 130 Athleten aus 37 Vereinen an. Allerdings fehlten die Spitzenleute, da am 6. Juli die Olympischen Spiele 1912 begannen. Die dennoch hohe Beteiligung wertete der Verein als Beweis der steigenden Beliebtheit in Deutschlands Sportwelt und darüber hinaus. Die Ehrenpreise wurden im Zigarettengeschäft Heller auf der Kaiserstraße ausgestellt.
Das achte KFV-Sportfest am 22. Juni 1913, noch immer auf einer Rasenbahn, war das letzte. Am Start waren Spitzenathleten wie Karl Halt (MTV München), Richard Rau (SC Charlottenburg), Paul Weinstein (Sportfreunde Halle) und Erwin Kern (TSV 1860 München). Höhepunkt war der deutsche Rekord im Kugelstoßen durch Karl Halt (13,16 m). Nach dem Ersten Weltkrieg veranstaltete der KFV kein eigenes Sportfest mehr. 1919 rief Hermann Bachmann die erste Damen-Leichtathletikabteilung ins Leben.
Die Leichtathleten des KFV erreichten bei den Deutschen Leichtathletik-Meisterschaften folgende Medaillen: 1909 gewann Adolf Speck den 110-Meter-Hürdenlauf, 1920 gewann Georg Amberger den 800-Meter-Lauf und wurde im 400-Meter-Lauf Dritter, 1921 wurde die Mannschaft des KFV im 3-mal-1000-Meter-Staffellauf Zweiter, 1922 wurde Georg Amberger im 400-Meter-Hürdenlauf Dritter, 1927 gewann Lina Batschauer den 800-Meter-Lauf in neuer Weltrekordzeit und 1933 wurde Ernst Lampert im Diskuswurf Dritter. Nach dem Zweiten Weltkrieg wurde die Leichtathletik 1946 ganz eingestellt.

#### Handball
Die Handball-Abteilung wurde nach dem Ersten Weltkrieg von Hermann Bachmann gegründet. Der KFV-Abteilungsleiter (1906–1912) war einer der verdienstvollsten Pioniere der deutschen Sportbewegung. Vor dem Ersten Weltkrieg zeichnete er sich durch glänzende Organisation von Veranstaltungen aus. 1911 und 1912 führte er den Verband Südwestdeutscher Athletikvereine. Er gründete den Karlsruher Rasensportverband; 1911 bis 1921 hatte er den Vorsitz des Süddeutschen Verbandes für Leichtathletik. Vom 16. Februar 1913 bis 14. Februar 1920 war er stellvertretender Vorsitzender der Deutschen Sportbehörde für Leichtathletik und damit einer der führenden Männer dieses Sports. Größte Verdienste erwarb er sich mit der Einführung und Entwicklung des Handballsports, u. a. 1921 die Herausgabe des ersten Regelheftes. Im September 1913 konnten die ersten Deutschen Sportabzeichen verliehen werden. Der Karlsruher Postbeamte Hermann Bachmann war Träger eines der ersten Sportabzeichen in Gold.
1920 stellte der KFV mit der Damenabteilung die erste Frauenmannschaft in Süddeutschland. Die Herrenmannschaft wurde 1924 Badischer Meister im Feldhandball mit einem 3:0 gegen Freiburg. Nach dem Zweiten Weltkrieg wurde die Abteilung 1946 wieder gegründet und ab 1953 nahm die zweite Mannschaft den Spielbetrieb auf. Von 1957 bis 1960 spielte die erste Mannschaft nach dem Aufstieg in der damals zweitklassigen Bezirksliga. 1960 musste dann der Spielbetrieb aufgrund von zu wenigen Spielern eingestellt werden. Der ehemalige Karlsruher Oberbürgermeister Gerhard Seiler ist Ehrenspielführer der Handballabteilung und Ehrenmitglied des Vereins.

#### Hockey
Die Hockey-Abteilung wurde 1921 gegründet und das letzte bekannte Spiel wurde 1931 ausgetragen. Die Abteilung war Mitglied im Süddeutschen Hockeyverband. Bis etwa Mitte der 1920er Jahre wurden die Heimspiele wegen Platznot auswärts ausgetragen.

#### Siemens-SG
Die Siemens-Sportgruppe war seit Gründung der Niederlassung der Siemens AG in Karlsruhe in den 1950er Jahren an den KFV angeschlossen. Das erste Sportfest wurde am 12. September 1953 durchgeführt. Zum 1. April 1964 gründete sich die eigenständige SG Siemens Karlsruhe.

#### Bowling
Die Bowling-Abteilung bestand seit 1. September 1971. Zu diesem Zeitpunkt wechselte der 1963 gegründete Verein BC Schräge Gasse (ab 1969 BC 63 Karlsruhe) zum KFV. 1980 wurde die Damenmannschaft Badischer Vizemeister. 1983 gründete der Verein eine Jugendabteilung. 1990 wurde aus dieser Abteilung der eigenständige Verein BSG Karlsruhe.

#### Gymnastik
Die Damen-Gymnastik-Abteilung bestand seit dem 25. Januar 1972. Wann genau diese wieder aufgelöst wurde, ist nicht bekannt.

## Erfolge

### Fußball
Größte nationale Erfolge
- Deutscher Meister 1910
- Deutscher Vizemeister 1905, 1912

Der Meisterschafts-Wanderpokal Victoria, den der KFV 1910 gewann

- Halbfinalist der deutschen Meisterschaft 1903, 1911
- Süddeutscher Meister 1901, 1902, 1903, 1904, 1905, 1910, 1911, 1912
- Süddeutscher Vizemeister 1898, 1900
- Deutscher Vizeamateurmeister 1951
- Teilnahme am Tschammer-Pokal 1935, 1937
- Teilnahme an der deutschen Amateurmeisterschaft 1951, 1973, 1974

Weitere regionale Erfolge
- Meister Südkreisliga 1910, 1911, 1912
- Meister Südwestkreis 1922
- Kreismeister Mittelbaden 1924, 1925
- Baden-Württembergischer Bezirksmeister 1926
- Badischer Meister 1928, 1929, 1931, 1932
- Badischer Vizemeister 1927, 1930, 1933
- Bezirksmeister Mittelbaden-Nord 1938
- Kreismeister Mittelbaden 1943
- Nordbadischer Amateurmeister 1952, 1974
- Nordbadischer Amateurvizemeister 1973
- Nordbadischer Pokalsieger 1961, 1962, 1965
- Nordbadischer Vizepokalsieger 1960
- Bezirksligameister 1981 (Aufstieg Landesliga)
- Landesligameister 1991 (Aufstieg Verbandsliga)
- Damen-Landesligameister 2018 (Aufstieg Verbandsliga)

### Leichtathletik
deutsche Meisterschaften
- 1909 Erster im 110-Meter-Hürdenlauf durch Adolf Speck
- 1920 Erster im 800-Meter-Lauf durch Georg Amberger
- 1920 Dritter im 400-Meter-Lauf durch Georg Amberger
- 1921 Zweiter im 3-mal-1000-Meter-Staffellauf (Heinzelmann – Amberger – Hoffmann)
- 1922 Dritter im 400-Meter-Hürdenlauf durch Georg Amberger
- 1927 Erste im 800-Meter-Lauf durch Lina Radke-Batschauer in neuer Weltrekordzeit
- 1933 Dritter im Diskuswurf durch Ernst Lampert
- 1935 Vierter im Marathonlauf durch Alois Wirth
- 1935 Fünfter im 200-Meter-Lauf durch Albert Steinmetz
- 1936 Vierter im 100-Meter-Lauf durch Albert Steinmetz

süddeutsche Meisterschaften
- 1910 Erster im 110-Meter-Hürdenlauf durch Adolf Speck
- 1912 Dritter im Diskuswurf durch Max Breunig
- 1920 Erster im 800-Meter-Lauf durch Georg Amberger
- 1920 Erster in der olympischen Staffel (Amberger – Neumann – Kuhnmünch – Sayer)
- 1920 Zweiter im 400-Meter-Lauf durch Otto Neumann
- 1921 Erster im 3-mal-1000-Meter-Staffellauf (Heinzelmann – Amberger – Hoffmann)
- 1924 Dritter durch Otto Ortner im 1500-Meter-Lauf
- 1925 Zweiter durch die 3-mal-1000-Meter-Staffel der Männer
- 1925 Zweite durch die 4-mal-100-Meter-Staffel der Frauen
- 1925 Zweite im 100-Meter-Lauf durch Liesel Weber
- 1926 Erste im 100-Meter-Lauf durch Liesel Weber
- 1927 Erste im 800-Meter-Lauf durch Lina Radke-Batschauer
- 1933 Erster im Diskuswurf durch Ernst Lampert

Bei den Deutschen Kampfspielen 1922 in Berlin vertrat der KFV die Verbandsstaffel des Badischen Verbandes im olympischen Staffellauf und wurde hinter Brandenburg Zweiter.

### Handball
- 1924 Badischer Meister im Feldhandball (Herren)

## Persönlichkeiten

### Fußballnationalspieler
Spieler, die vor ihrer KFV-Spielzeit in einer A-Nationalmannschaft aktiv waren
- Ernst Willimowski (8/13; Deutschland – 22/21; Polen / kein Länderspiel als KFV-Spieler; WM-Teilnehmer 1938), beim KFV 1944

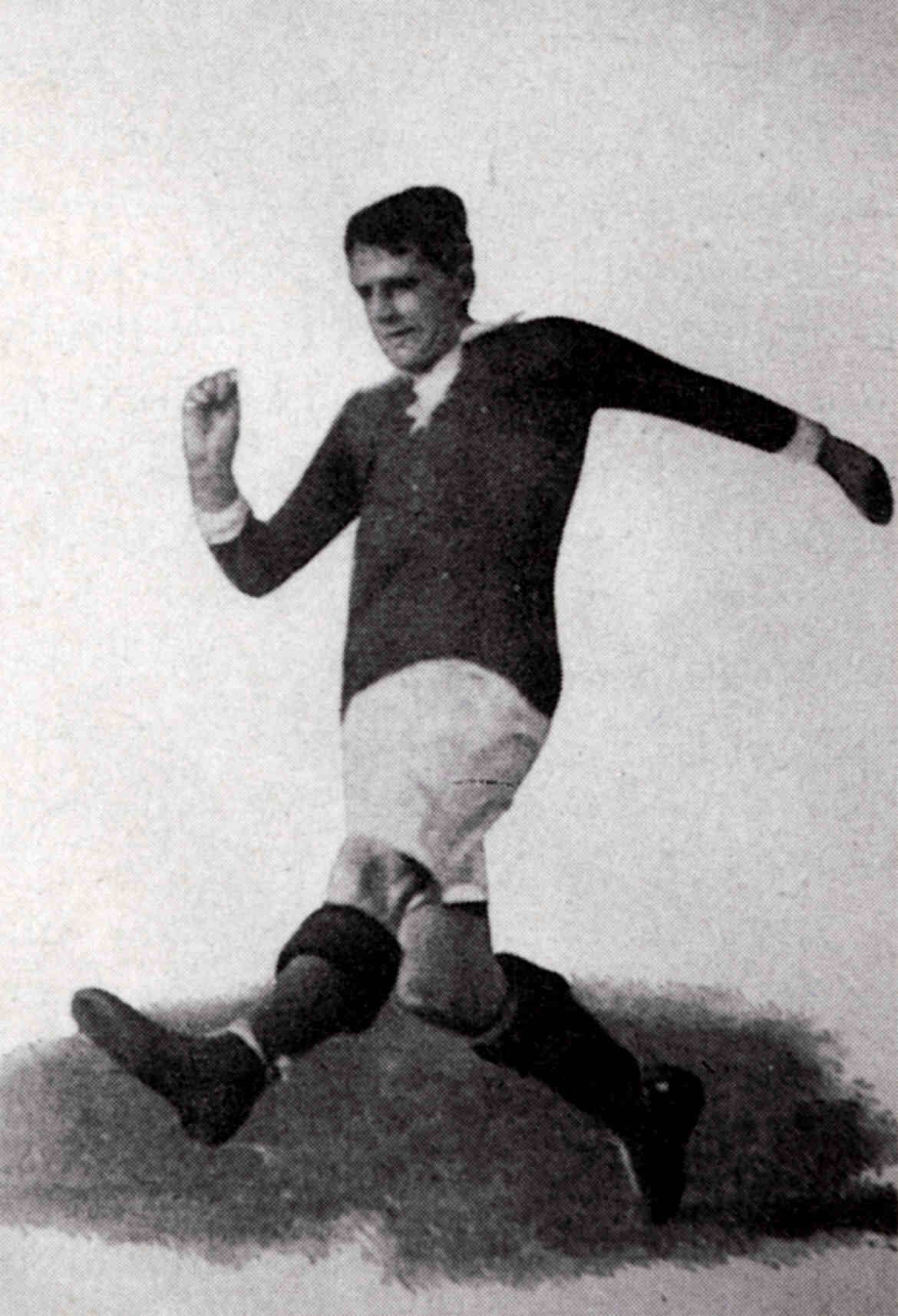
Gottfried Fuchs – Ehrenspielführer des KFV und Fußballnationalspieler

Spieler, die während ihrer Spielzeit beim KFV in die deutsche Fußballnationalmannschaft berufen wurden
- Hermann Bosch (5 A-Länderspiele / 0 Tore; Deutschland; Olympiateilnehmer 1912)

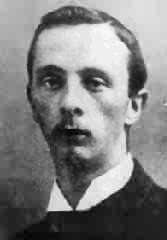
William Townley betreute den KFV im Endspiel 1910 und 1912

- Max Breunig (9/1; Deutschland; Olympiateilnehmer 1912), aktiv beim KFV 1905–1913
- Ludwig Damminger (3/5; Deutschland), aktiv beim KFV 1934–1940, 1945/56
- Fritz Förderer (11/10; Deutschland; Olympiateilnehmer 1912), aktiv beim KFV 1905–1917
- Gottfried Fuchs (6/13; Deutschland; Olympiateilnehmer 1912), aktiv beim KFV 1907–1914
- Wilhelm Gros (1/0; Deutschland), aktiv beim KFV 1910–1914
- Julius Hirsch (7/4; Deutschland – 4/4 als KFV-Spieler; Olympiateilnehmer 1912), aktiv beim FV 1909–1913, 1919–1925
- Ernst Hollstein (6/0; Deutschland; Olympiateilnehmer 1912), aktiv beim KFV bis 1913
- Lorenz Huber (1/0; Deutschland), aktiv beim KFV 1925–1940
- Franz Immig (2/0; Deutschland – 3/0; Saarland, DFB-Spiele als KFV-Spieler), aktiv beim KFV 1937–40
- Kurt Ehrmann (1/0; Deutschland; Olympiateilnehmer 1952), aktiv beim KFV 1946–48, 1949–1956

Summe: 49 Berufungen mit 33 Toren für die deutsche Fußballnationalmannschaft;

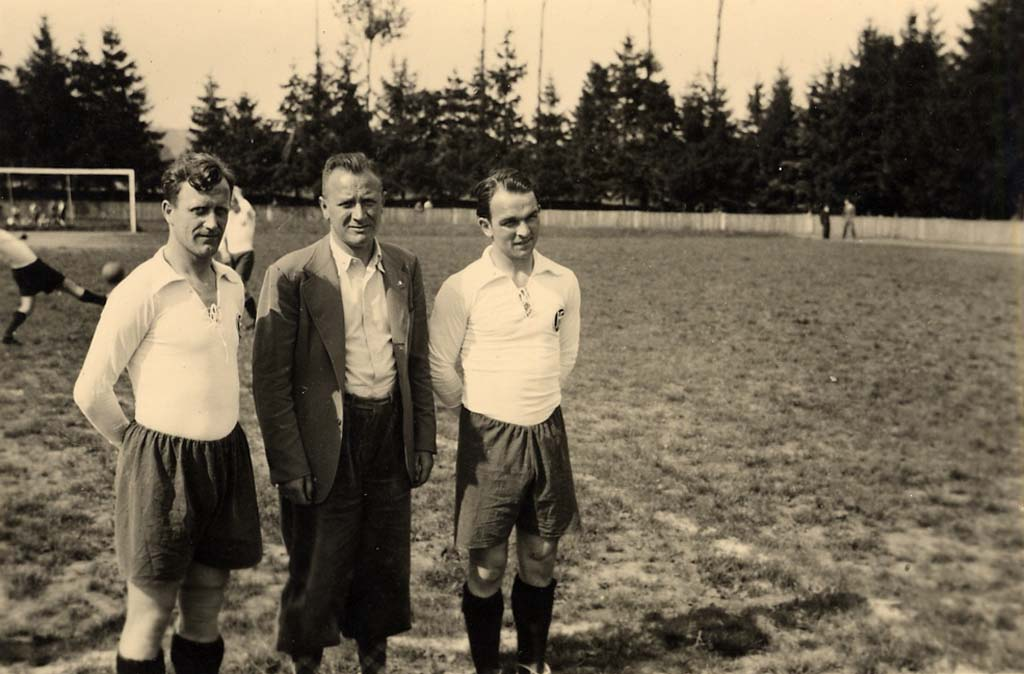
Max Breunig und Kurt Ehrmann, Trainer bzw. Spieler des Karlsruher FV

Rekordspieler des Vereins ist Fritz Förderer mit 11 Einsätzen, Rekordtorschütze ist Gottfried Fuchs mit 13 Toren.
Berufungen in die Deutsche Amateurnationalmannschaft (nach 1945):
- Kurt Ehrmann (3/0)
- Manfred Eglin (3/0, Olympiateilnehmer 1956), aktiv beim KFV 1947–1957

Berufungen in weitere A-Nationalmannschaften während ihrer Spielzeit beim KFV
- Bekir Rafet (3/3; Türkei – 1/1 als KFV-Spieler; Olympiateilnehmer 1924 und 1928), aktiv beim KFV 1926–1937

Spieler, die nach ihrer KFV-Spielzeit in eine A-Nationalmannschaft berufen wurden
- Fritz Keller (8/3; Frankreich; WM-Teilnehmer 1938), aktiv beim KFV 1929–1932
- Emil Kutterer (8/0; Deutschland; Olympiateilnehmer 1928), aktiv beim KFV 1920–1922
- Otto Reiser (1/0; Deutschland), aktiv beim KFV bis 1905
- Aldo Poretti (11/4; Schweiz), aktiv beim KFV 1928/29

KFV-Trainer, die als Spieler für eine A-Nationalmannschaft aktiv waren
- Max Breunig (9/1; Deutschland), KFV-Trainer 1921/22, 1941–44, 1946–48
- Karl Striebinger (3/2; Deutschland), KFV-Trainer 1950/51
- Fritz Ruchay (1/0; Deutschland), KFV-Trainer 1959/60
- Bernhard Termath (7/4; Deutschland), KFV-Trainer 1970–72
- Jimmy Lawrence (1/0, Schottland), KFV-Trainer 1925–1931
- William James Townley (2/0; England), KFV-Trainer 1909–1911 und beim Endspiel 1912
- Franz Sedlacek (11/0, Österreich), KFV-Trainer 1931–33

### Funktionäre und Schirmherrn
- Prinz Max von Baden, Reichskanzler, Schirmherr des KFV seit 1904; Sohn Berthold von Baden war Ehrenmitglied
- Walther Bensemann, Gründer, Funktionär und Spieler des KFV sowie weiterer Vereine und Verbände; Gründer des Kicker sportmagazin
- Friedrich Wilhelm Nohe, Präsident des VSFV, des KFB und des DFB
- Ivo Schricker, FIFA-Generalsekretär 1932–1950; KFV-Spieler 1900–1906, deutscher Vizemeister mit dem KFV 1905
- Hermann Kessler (1893–1968), FDP-Gründungsmitglied, Freund Theodor Heuss‘
- Richard Drach (1873–1924), Bauingenieur; KFV-Spieler, vertrat den KFV bei Verbandsgründungen
- August Marx (1864–1934), Albert Einsteins Cousin; Fußballprogrammatiker des KFV
- Hermann Bachmann – langjähriger Vorsitzender des Süddeutschen Verbandes für Leichtathletik und stellvertretender Vorsitzender der Deutschen Sportbehörde für Leichtathletik
- Karl-Daniel Huber – Vorsitzender des Verbands Südwestdeutscher Athletikvereine

### Weitere Spieler
- Jacques Johannes Bouvy, Guillaume François Zweerts (niederländischer Fußballmeister und Pokalsieger) und Willem Christiaan Schierbeek, führende niederländische Fußballspieler
- Adolf Dell, Schauspieler; Meisterschaftsspieler von 1910
- Graf Alberto Bonacossa, KFV-Spieler während seiner Zeit als Student in Karlsruhe, hochrangiger Sportfunktionär, ab 1932 als Herausgeber der Gazzetta dello Sport
- Fritz „Spitzer“ Müller (1910–1984), süddeutscher Auswahlspieler
- Karl Ziegler, Bundesradtrainer; Entdecker von Rudi Altig, KFV-Spieler 1944
- Michael Nees, Nationaltrainer der Seychellen, Ruanda, U19- und U21-Trainer Israels; KFV-Spieler von 1992 bis 1994
- Bernd Leukert, Vorstand der SAP AG; KFV-Spieler 1992–1993
- Raoul Reinert, u. a. Filmproduzent von Der ganz große Traum; A-Jugendspieler des KFV (nach einer Knieverletzung Aufgabe des Fußballs)
- Pietro Lombardi, Gewinner von Deutschland sucht den Superstar 2011; KFV-Spieler 2009–2011 zusammen mit seinem Bruder Marco

### Leichtathletik
- Georg Amberger – Süddeutscher Meister, Deutscher Meister
- Lina Radke, geb. Batschauer – Olympiasiegerin im 800-m-Lauf 1928
- Ernst Lampert – Süddeutscher Meister
- Adolf Speck – Süddeutscher Meister, Deutscher Meister
- Albert Steinmetz – Olympiateilnehmer 1936
- Liesel Weber – Süddeutsche Meisterin

## Stadion

### Vor 1905

#### Der große Exerzierplatz
Der große Exerzierplatz war ein etwa 80 ha großes Gebiet im Westen der Stadt Karlsruhe, der 1820 durch Waldrodung entstand. Auf der westlichen Seite dieser Fläche wurden in den 1890er Jahren Spiele ausgetragen. Ein Teil des ehemaligen großen Exerzierplatzes liegt auf dem Gelände des alten Flughafens. Sehr wahrscheinlich lag auch der spätere KFV-Platz an der Telegrafenkaserne auf dem ehemaligen Exerzierplatz (inklusive der Telegrafenkaserne selbst, die es aber damals noch nicht gab). Am 28. November 1899 fand hier eines der sieben Ur-Länderspiele (Ländervergleiche vor der Gründung des DFB) einer deutschen Mannschaft gegen eine Auswahl aus England statt. Vor 5.000 Zuschauern unterlag die deutsche Auswahl mit 0:7.

#### Der Engländerplatz
Beim Engländerplatz handelt es sich um den ersten Fußballplatz in Karlsruhe überhaupt und einen der ersten in ganz Süddeutschland. Eigentlich war es zuvor ein Feuerwehr-Übungsplatz, auf dem sich als Feuerwehrturm ein vierstöckiger Holzbau befand. Das „Englische Spiel“ wurde auf einem noch unbenannten Platz gespielt, im Volksmund daher als Engländerplatz bezeichnet. 1913 wurde dieser Name offiziell übernommen. Der KFV (später auch Phönix, Alemannia und Frankonia) durfte sich im Feuerwehrturm umziehen und lagerte dort auch die Sportausrüstung. Bis September 2006 wurde der Engländerplatz umgebaut und im März 2007 die Mensa Moltke fertig gestellt. Das Spielfeld wurde um 90 Grad gedreht.

### 1905 bis 2004

#### Der KFV-Platz
Auf einem ca. 20.000 Quadratmeter großen Gelände im Gewann „Mittlerer See“ am westlichen Stadtrand wurde am 1. Oktober 1905 der KFV-Platz an der Telegrafenkaserne eröffnet. Das knapp 10.000 Zuschauer fassende Stadion verfügte erstmals über aufgeschüttete Zuschauerränge und moderne Umkleidekabinen mit Duschen. Die Anlage war komplett aus eigenen Mitteln durch die Mitglieder erstellt worden. Das Eröffnungsspiel bestritt der KFV gegen den FC Zürich (8:0) vor 2.000 Zuschauern. 1906 kam eine Aschenbahn, 1907 eine eigene Holztribüne für 500 Zuschauer sowie 1908/09 ein modernes Vereinsheim dazu. Weiter gab es auch „eine Reihe“ Tennisplätze.
Am 4. April 1909 fand hier ein Länderspiel zwischen Deutschland und der Schweiz vor 7.000 Zuschauern statt. Es war das erste offizielle Länderspiel das der DFB gewann (1:0). Während eines DFB-Trainingslagers in der Sportschule Wilhelmshöhe gab es am 11. März 1931 ein Testspiel der Nationalelf-Kandidaten vor 5.000 Zuschauern. Bereits am 18. Mai 1929 spielte die Bundesauswahl des ATSB ein Länderspiel gegen die Schweiz vor 6.000 Zuschauern. Am 4. Mai 1913 wurden auf dem KFV-Platz Ausscheidungswettkämpfe im Hinblick auf die Olympischen Spiele 1916 in Berlin durchgeführt, die dann bekanntlich wegen des Ersten Weltkrieges ausfallen mussten. Am 17. August 1919 veranstaltete der Karlsruher Rasensportverband auf dem KFV-Platz ein Sportfest. Zum Abschluss des Sportfestes schlug Karlsruhe in einem Fußball-Städtespiel Mannheim 5:1.
Nach dem Ersten Weltkrieg wurden zusätzliche Verbesserungen durchgeführt. Die Umkleideräume wurden neu gestaltet und nach englischem Muster eine Badevorrichtung mit Warmwasserbad eingebaut. 1919 wurden drei Tennisplätze „wieder zur Benutzung“ freigegeben. Bis in die 1920er Jahre waren nördlich des KFV-Platzes noch weitere Fußballplätze entstanden. Direkt angrenzend war der VfB Karlsruhe und daran wiederum angrenzend der FC Concordia Karlsruhe beheimatet. Zum 1. November 1926 konnte der Platz des FC Concordia übernommen werden und wurde als Nebenplatz genutzt. Da zwischen dem alten und neuen Gelände aber noch der Platz des VfB lag (der ab den 1930er Jahren vom FC West Karlsruhe genutzt wurde), befand sich hier ein schmaler Durchgangskorridor, der somit eine Verbindung herstellte. Zum 1. August 1968 wurde durch einen Platztausch mit dem FC West dieser Korridor wieder überflüssig und der KFV hatte endlich ein durchgehendes Gelände mit mehreren Spielfeldern.
Die komplette Anlage wurde im Zweiten Weltkrieg vollständig zerstört, so dass der KFV in der Oberliga-Saison 1945/46 vorübergehend auf den damaligen Platz des KFC Phönix ausweichen musste. Aus eigener Initiative wurde das Spielfeld wieder hergerichtet, die Stehränge ausgebaut und 1951 eine Baracke als neues Clubheim erstellt. Die notdürftig wieder hergestellten Wasch- und Umkleideräume wurden erst 1963 erneuert. Der Zuschauerrekord auf dem KFV-Platz wurde am 19. Juni 1949 aufgestellt. Bei der Endrunde zur deutschen Fußballmeisterschaft sahen 35.000 Zuschauer das Viertelfinal-Wiederholungsspiel zwischen Wormatia Worms und Kickers Offenbach.
Durch den Ausbau der Hertzstraße wurde auf Wunsch der Stadt in den 1960er Jahren ein schmaler Geländestreifen auf der östlichen Seite zur Verfügung gestellt. Als Gegenleistung wurde der alte Bretterzaun an der Hertzstraße durch eine Steinmauer ersetzt und neue Kartenhäuschen erstellt. Für ein modernes Vereinsheim samt Gaststätte erfolgte am 11. Mai 1968 die Grundsteinlegung und am 26. Oktober 1969 die feierliche Eröffnung. Finanziert wurde es mit Zuschussmitteln von Stadt und Staat. 1972 wurden noch vier Tennisplätze errichtet, die bis 1978 auf 7 Plätze erweitert wurden. Dies alles führte zu einer erheblichen Verringerung des Fassungsvermögens, welches zuletzt nur noch 4.000 Zuschauer betrug.
1991 befanden sich auf dem Sportgelände zwei Kleinfelder, zwei Großfelder, eine 100-m-Bahn, acht Tennisfelder sowie ein Klubhaus mit Sporthalle und Gaststätte. Die Gesamtfläche betrug 36.902 Quadratmeter. Im Sommer 2006 wurde der alte Hauptplatz samt Vereinsheim und Kartenhäuschen abgerissen. Hier entstand auf dem südlichen Teil ein Alten- und Pflegeheim. Das Gelände um den nach Norden verschobenen neuen Fußballplatz wurde vom FC West zusätzlich gepachtet. Die Tennisplätze blieben erhalten und wurden auf neun erweitert. Diese werden vom neu gegründeten TC Karlsruhe-West genutzt.

### Seit 2007
Da der KFV keinen eigenen Sportplatz mehr besitzt, trägt er seine Heimspiele als Gastmannschaft auf fremden Plätzen aus. 2007/08 beim GSV Karlsruhe in Daxlanden, 2008 übergangsweise beim SZ Südwest Hardeck-Oberreut, 2009 bis 2015 bei der DJK Karlsruhe-Ost, 2015 bis 2017 bei der SpVgg Olympia Hertha am Adenauerring und von 2017 bis 2021 bei der DJK Grün-Weiss Rüppurr. Die Anlage in Rüppurr wurde im Sommer 2018 von der Stadt Karlsruhe für drei Jahre in Pacht übernommen. Seit 2021 werden die Heimspiele auf dem Platz des FV Grünwinkel ausgetragen.

## Vereinsumfeld

### KFV-Zeitung
Wann genau die erste Ausgabe der Vereinszeitung erschien, ist unbekannt. Diese muss aber bereits vor dem 10. Stiftungsfest 1901 erschienen sein. Bis in die 1920er Jahre gab es diese Zeitung eher unregelmäßig. 1940 wurde die Herausgabe dann ganz eingestellt und von August 1950 an ist sie wieder regelmäßig erschienen. 1975 wurde die Vereinszeitung endgültig eingestellt.

### Das KFV-Lied
Die Vereinshymne des KFV wurde um 1900 verfasst und vertont. Sie gehört zu den ältesten Fußball-Vereinshymnen Deutschlands. In der Urfassung hat das KFV-Lied fünf Strophen. Als Verfasser gilt der KFV-Spieler Otto Jüngling, der aufgrund seines musikalischen Wirkens „Piccolo“, in Anlehnung an die von ihm gespielte Piccoloflöte genannt wurde. Jüngling war seit dem Spieljahr 1896/97 als Linksaußen Teil der ersten KFV-Elf und zeitweise Spielführer der Mannschaft. In seiner Freizeit dichtete der musisch begabte Sportler und spielte mehrere Musikinstrumente. Die teils pathetischen Strophen des KFV-Lieds sind vom Zeitgeist des Kaiserreichs gefärbt und wurde später mehrmals angepasst. Otto Jüngling, Ingenieur und Branddirektor der Düsseldorfer Berufsfeuerwehr, starb bei einem Unglücksfall.

### Denkmal für die Gefallenen
Das Denkmal für die Gefallenen des Karlsruher Fußballvereins wurde auf Initiative des Altherrenverbandes beauftragt und 1920 eingeweiht. Es erinnert an die im Ersten Weltkrieg (bzw. nach der Inschriftenerweiterung auch an die im Zweiten Weltkrieg) gefallenen Sportkameraden. 1944 wurde das Denkmal durch Bomben stark beschädigt, aber in der nachfolgenden Jahren ausgebessert. Der Monolith befand sich von 1920 bis 1969 an der Hertzstraße am Sportplatz des KFV. Seit 1969 findet man ihn am Rande des Spielplatzes am heutigen Gottfried-Fuchs-Platz.

### Stele zu Ehren der Deutschen Meisterschaft 1910

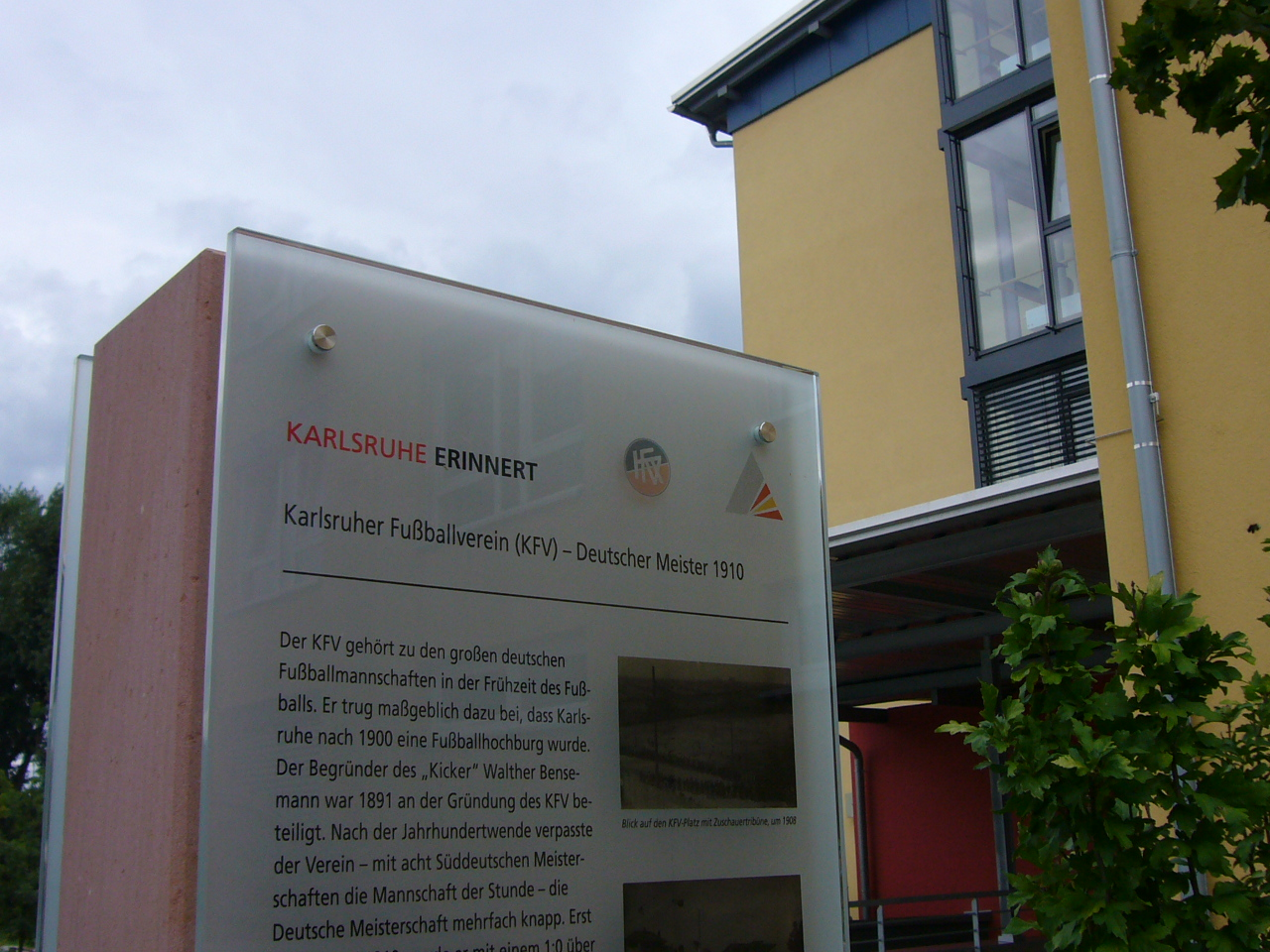
Stele zu Ehren der Deutschen Meisterschaft 1910

Die Stele wurde am 15. Mai 2010, genau 100 Jahre nach dem Gewinn der deutschen Meisterschaft, von Oberbürgermeister Heinz Fenrich enthüllt. Sie steht beim Alten- und Pflegeheim in der Julius-Hirsch-Straße. Das angrenzende Altersheim „Karlsruher Weg“ zeigt seit 2013 in seinen Gängen innerhalb des Gebäudes Bilder mit historischen Motiven des Karlsruher FV.

### Stele zu Ehren Walther Bensemanns
Am Dienstag, den 8. Mai 2018 wurde nahe dem Engländerplatz an der Moltkestraße in Karlsruhe eine freistehende Gedenktafel zu Ehren des KFV-Vereinsgründers und Karlsruher Fußballpioniers Walther Bensemann feierlich durch den Oberbürgermeister Frank Mentrup und den Supporters Karlsruhe 1986 e. V., dem Dachverband der Fans des Karlsruher SC, enthüllt.

### Pilgerstein der deutschen Fußballgeschichte
Die Leipziger „Initiative 1903“ und der KFV beschlossen bereits 2012 in Zusammenarbeit einen „Fußballpilgerstein“ aufzustellen, der an die Pionierrolle des KFV im deutschen Fußball erinnern soll. Dieser befindet sich am Engländerplatz. Im Rahmen des Einweihungstages wurde auch ein Fußballspiel in zeitgenössischer Manier ausgetragen, sowie durch Vorträge, historische Begehungen und einer Ausstellung an die Frühgeschichte des deutschen Fußballs erinnert.

### Gründerzeit-Bau „Prinz Berthold“
An der Ecke Hertzstraße/Julius-Hirsch-Straße, in der Karlsruher Nordweststadt, ist ein Gründerzeit-Bau vorhanden. Auf dessen Fassade liest man die Aufschrift „Prinz Berthold“, die von der ehemaligen „Wirtschaft zum Prinzen Berthold“ stammt. Die Wirtschaft war Anlaufstelle für Vereinsmitglieder, insbesondere nach Heimspielen. Der historische Schriftzug geht auf Berthold Markgraf von Baden, dem Sohn des KFV-Schirmherrn Prinz Max von Baden, zurück. Berthold Markgraf von Baden war Ehrenmitglied des KFV.

### Ältester deutscher Fußballfilm
Der älteste erhaltene deutsche Fußballfilm zeigt Aufnahmen des Halbfinales der Deutschen Meisterschaft 1910 zwischen dem KFV und dem Lokalrivalen FC Phönix. Der etwa drei Minuten lange Film zeigt einige Flanken und Spielszenen auf Strafraum-Höhe. Tore sind im Film nicht zu sehen. Aufgenommen wurde der Film in der Heimstätte des KFV, im Stadion an der Telegraphenkaserne.

## Karlsruher Stadtderby
Bis in die 1950er Jahre hinein bestand eine große Rivalität zwischen dem KFV und dem FC Phönix, der 1952 zum Karlsruher SC fusionierte. Gegen den FC Phönix bestritt der KFV von 1896 bis 1952 130 Spiele (bei 59 Siegen, 32 Unentschieden und 39 Niederlagen). Gegen den höher klassigen Karlsruher SC kam es seit 1952 nur noch zu 14 Spielen, wovon der KFV eine Partie gewinnen konnte, bei einem Unentschieden und 12 Niederlagen. Rechnet man die übrigen Vorgängervereine des KSC mit ein (Karlsruher FC Alemannia 1897, der 1912 mit Phönix fusionierte sowie der VfB Mühlburg, der 1933 aus dem FC Mühlburg und dem VfB Karlsruhe entstand, letzterer aus dem FC Germania und dem FC Weststadt) kommt man auf 237 Spiele (113 Siege, 42 Remis und 82 Niederlagen).
Das bekannteste Aufeinandertreffen im Halbfinale der Deutschen Meisterschaft 1910, entschied der KFV für sich mit 2:1 (siehe auch „Ältester deutscher Fußballfilm“). Seit 2018 besteht ein loses, freundschaftliches Verhältnis zwischen den Vereinen, so sind die ehemaligen KSC-Präsidenten Roland Schmider und Gerhard Seiler Ehrenmitglieder, Ingo Wellenreuther Mitglied und Vorstandsbeirat beim KFV.

## Geschichte des Vereinswappens
Das Vereinswappen des Karlsruher FV durchlief im Laufe seiner Geschichte mehrere Veränderungen, wobei Kern des Emblems, der Schriftzug in der Mitte, nahezu unverändert blieb. Die ursprünglichen Vereinsfarben des KFV waren hellblau-weiß. Nach der Fusion mit dem International Footballclub Karlsruhe im Jahre 1894 wurden dessen Farben (rot-schwarz) übernommen. Bereits um 1905 findet man das Vereinswappen mit den kunstvoll übereinander gelegten Initialen des Vereins, die bis heute prägend für das Erscheinungsbild des Vereins sind. Der Kehler FV besitzt ein nahezu identisches Vereinsemblem in grüner Farbe.
Auf den frühen Trikots des Vereins – dies waren meist an Brust und Kragen zugeschnürte weiße Leinenblusen – befindet sich auf frühen Fotografien ein schwarz-rot gestreiftes Wappen (um 1909 und 1910), zur gleichen Zeit auch das runde Emblem mit dem KFV-Schriftzug. Auf historischen Briefpapieren, in Programmheften und Vereinszeitschriften befinden sich bereits früh verschiedene Varianten des Emblems. Am häufigsten sind die Initialen des Vereins dabei auf einem Lederball abgebildet, der auf dem Rasen liegt.
1985 entwarf der Grafiker und frühere KFV-Torwart Hartmut Dröse ein abgewandeltes Logo, das aus einem schwarzen Schriftzug auf rotem Grund besteht und in den 1980er Jahren zu einem frischen Erscheinungsbild beitragen sollte. In der Gegenwart spielt der Verein mit dem traditionellen Emblem ergänzt um einen Meisterschaftsstern, der an die errungene Deutsche Fußballmeisterschaft 1910 erinnert.

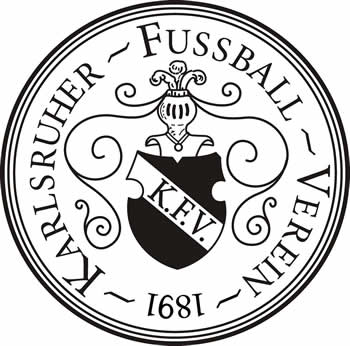
Historisches KFV-Wappen auf einer Postkarte von 1900
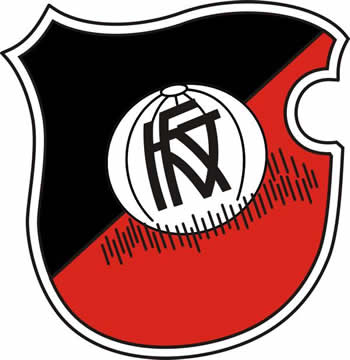
Historisches KFV-Wappen auf einer Postkarte von 1911
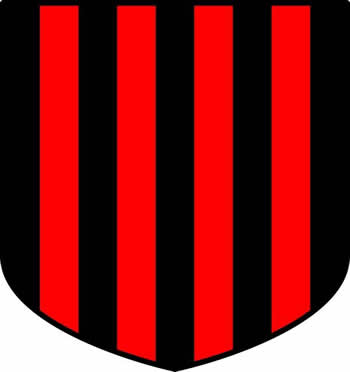
Wappen / Brusttasche auf Trikots um 1909/1910
Standard-Logo des KFV für Sportbekleidung seit ca. 1910
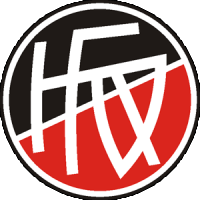
KFV-Emblem aus den 1930er Jahren
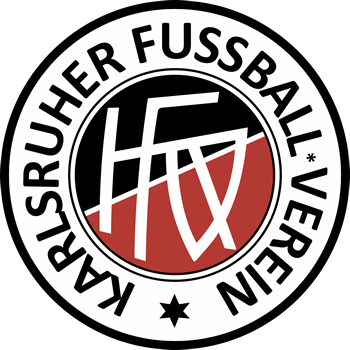
KFV-Emblem aus dem Portola-Sammelalbum (1930er Jahre)
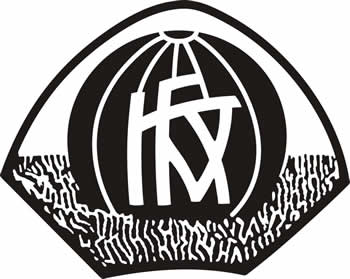
KFV-Emblem für Briefpapier, Programmheften, Vereinszeitschriften und Einladungsschreiben ab ca. 1905 bis 1970
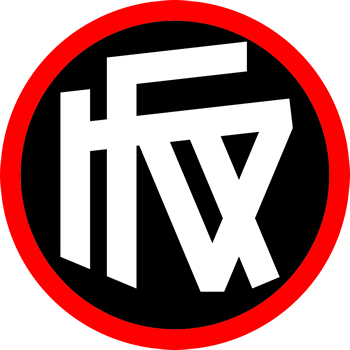
Stilisiertes KFV-Logo auf dem Cover des Kicker-Buchs „Mittelstürmer spielen auf“ mit Max Breunig (Jahr 1942)
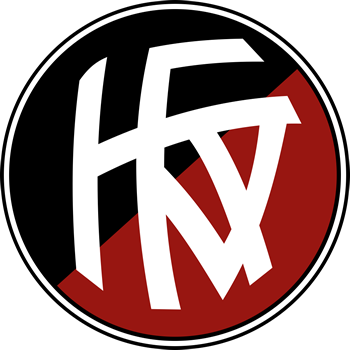
KFV-Emblem aus Vereinszeitschriften der 1920er Jahre (I)
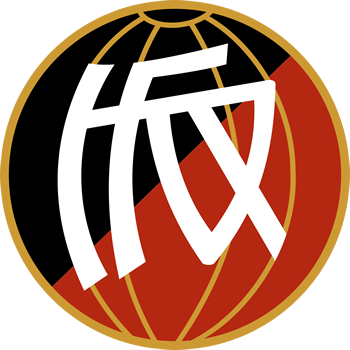
KFV-Emblem aus Vereinszeitschriften der 1920er Jahre (II)
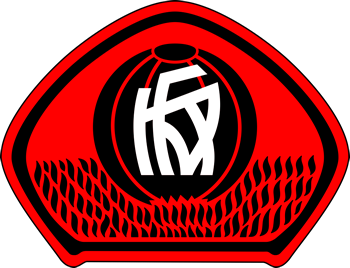
KFV-Emblem für Spiel-Ankündigungsplakat (1940er)
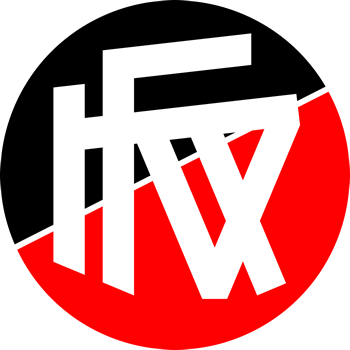
KFV-Emblem (1960er, insbes. für das 75-jährige Jubiläum 1966)
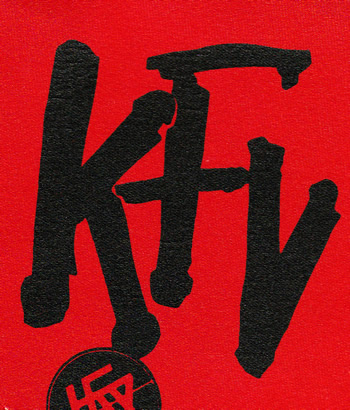
KFV-Emblem (1985), entworfen von Hartmut Dröse
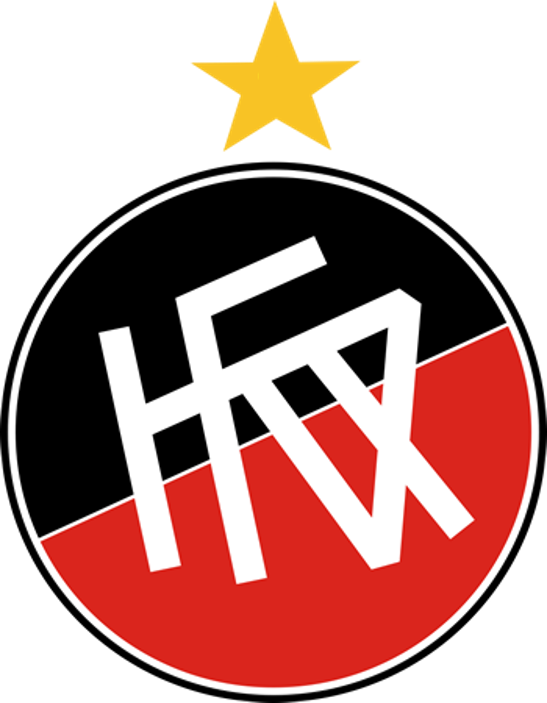
KFV-Emblem mit Meisterschaftsstern (regelmäßig im Einsatz seit 2016)

### Vereinsgeschichte
Allgemeine Vereinsgeschichte
- Festschrift zum 30-jährigen des Karlsruher FV. Zusammengestellt u. bearbeitet von Jörg H. Nagel. Chronik, 1921. Abrufbar auf karlsruher-fv1891.de
- Karlsruher Fußballverein e. V. (Hrsg.): 90 Jahre Karlsruher Fußballverein: 1891–1981. Zusammengest. u. bearb. von Josef Frey. Chronik, Karlsruhe 1981.
- Karlsruher Fußballverein e. V. (Hrsg.): 100 Jahre KFV: 1891–1991. Zusammengest. u. bearb. von Josef Frey. Chronik, Karlsruhe 1991.
- Karlsruher Fußballverein e. V. (Hrsg.): Ein Stück deutscher Fußballgeschichte – 125 Jahre Karlsruher Fußballverein. Karlsruhe 2016, ISBN 978-3-00-054943-4.
- Ernst Otto Bräunche, Volker Steck (Hrsg.): Sport in Karlsruhe: von den Anfängen bis heute. (= Veröffentlichungen des Karlsruher Stadtarchivs. Band 28). 2006, ISBN 3-88190-440-9.
- Hardy Grüne: Enzyklopädie des deutschen Ligafußballs. Band 7: Vereinslexikon. AGON-Sportverlag, Kassel 2001, ISBN 3-89784-147-9.
- IFFHS (Hrsg.): Der deutsche Fußball (1900–1920) (= Libero, Spezial deutsch. Nr. D3, 1992). IFFHS, Wiesbaden 1992.
- Fritz Steinmetz: 75 Jahre Deutsche Leichtathletik-Meisterschaften (1898–1972). Bartels und Wernitz, Berlin 1973, ISBN 3-87039-956-2.
- Matthias Weinrich, Hardy Grüne: Enzyklopädie des deutschen Ligafußballs. Band 6: Deutsche Pokalgeschichte seit 1935. Bilder, Statistiken, Geschichten, Aufstellungen. AGON-Sportverlag, Kassel 2000, ISBN 3-89784-146-0.

Zur Gauligazeit des KFV 1933–1945
- Andreas Ebner: Als der Krieg den Fußball fraß. verlag regionalkultur, Ubstadt-Weiher 2016, ISBN 978-3-89735-879-9.

Zur Oberligazeit des KFV 1945–1947
- Werner Skrentny (Hrsg.): Als Morlock noch den Mondschein traf – Die Geschichte der Oberliga Süd 1945–1963. Agon Sportverlag, Kassel 2001, ISBN 3-89784-175-4.

Zur Rivalität zu Phönix Karlsruhe
- Thomas Alexander Staisch: Die Deutschmeister: Die Geschichte des deutschen Fußballs. BadnerBuch-Verlag, Rastatt 2014, ISBN 978-3-944635-09-5.

### Persönlichkeiten des Karlsruher FV
Julius Hirsch und Gottfried Fuchs
- Werner Skrentny: Julius Hirsch. Nationalspieler. Ermordet. Biografie eines jüdischen Fußballers. 2., aktualisierte und überarbeitete Auflage. Verlag Die Werkstatt, Göttingen 2016, ISBN 978-3-89533-858-8.

Walther Bensemann
- Bernd M. Beyer: Der Mann, der den Fußball nach Deutschland brachte. Das Leben des Walther Bensemann. Ein biografischer Roman. Verlag Die Werkstatt, Göttingen 2003, ISBN 3-7307-0093-6.
- Bernd M. Beyer: Der König aller Sports: Walther Bensemanns Fußball-Glossen. 2008, ISBN 978-3-89533-603-4.

James „Jimmy“ Lawrence
- Paul Joannou, Anne Hamilton: Newcastle United, the First 100 Years & More. Polar Print Group, Leicester 2000, ISBN 1-899538-20-8.

### Spielstätten des Karlsruher FV
- 90 Jahre Karlsruher FV 1891–1981. Ein Kapitel Karlsruher und Deutscher Fußballgeschichte. Zusammengestellt und bearbeitet von Josef Frey. Chronik, 1981.
- Werner Skrentny: Es war einmal ein Stadion … Verschwundene Kultstätten des Fußballs. Verlag Die Werkstatt, Göttingen 2015, ISBN 978-3-7307-0192-8.